# 首都圏新都市鉄道つくばエクスプレス
つくばエクスプレス（TSUKUBA EXPRESS、略称ならびに路線記号：TX）は、東京都千代田区の秋葉原駅と茨城県つくば市のつくば駅を結ぶ、首都圏新都市鉄道の鉄道路線である。『鉄道要覧』における正式路線名は常磐新線（じょうばんしんせん）であるが、案内上は全く使用されない。また、「つくばエクスプレス」は会社および輸送機関の愛称としても使われていることから、特に路線を指す場合において乗車券類などにつくばエクスプレス線という表記が使われる場合もある。
東京都心と筑波研究学園都市の間を結ぶ鉄道構想をもとに、鉄道通勤事情が当時悪化していた日本国有鉄道（国鉄）常磐線の混雑解消および首都圏の宅地供給を目的として開発され、2005年（平成17年）8月24日に開業した。
最高速度130 km/hと高速で運転を行っており、秋葉原駅 - つくば駅間58.3キロメートル (km) を最速45分（快速）で結ぶ。東京都区部と埼玉県東南部、千葉県東葛飾地域、筑波研究学園都市を含む茨城県南地域を結ぶ通勤・通学路線としてのみならず、筑波山シャトルバスと接続することにより筑波山への観光路線としての役割も担っている。当路線開業により、流山おおたかの森駅や柏の葉キャンパス駅などの沿線では宅地開発が盛んに行われている。

## 概要
当初の計画路線名は「常磐新線」であり、「つくばエクスプレス」の名称は一般公募およびその後選定された候補案に対する街頭モニター調査の結果等を参考に決定された。一般募集での最多応募は「つくば線」であったが、1987年（昭和62年）に廃線となった筑波鉄道筑波線と同じ読みであるため採用されなかった。現在、首都圏新都市鉄道はCIにおいて会社名ではなく「つくばエクスプレス」の名称と「TX」を図案化したロゴマークを使用している。「つくばエクスプレス」と「TSUKUBA EXPRESS」およびロゴマークは同社の登録商標である。他社線においても社名を冠さない「つくばエクスプレス」または「つくばエクスプレス線」の呼称が使用される。開業前には計画路線名の「常磐新線」も多く用いられたが、開業後はごく一部の公文書等を除いて使用されなくなっている。
関東地方の主要幹線の中では最も歴史が浅く、既成市街地の地上における用地買収を避けて約25%の区間が地下に建設された。起点側の秋葉原駅 - 八潮駅間は南千住駅から荒川橋梁（北千住駅 - 青井駅間）までを除いて地下線であり、終点のつくば駅も地下駅となっている。地上区間は全て高架または掘割構造であり、踏切が存在しない。
全線で自動列車運転装置 (ATO) による自動運転を行い、運転士は乗務するが、車掌は乗務しないワンマン運転を実施。全駅に可動式ホーム柵を装備するなど、自動化技術を多く採用している。

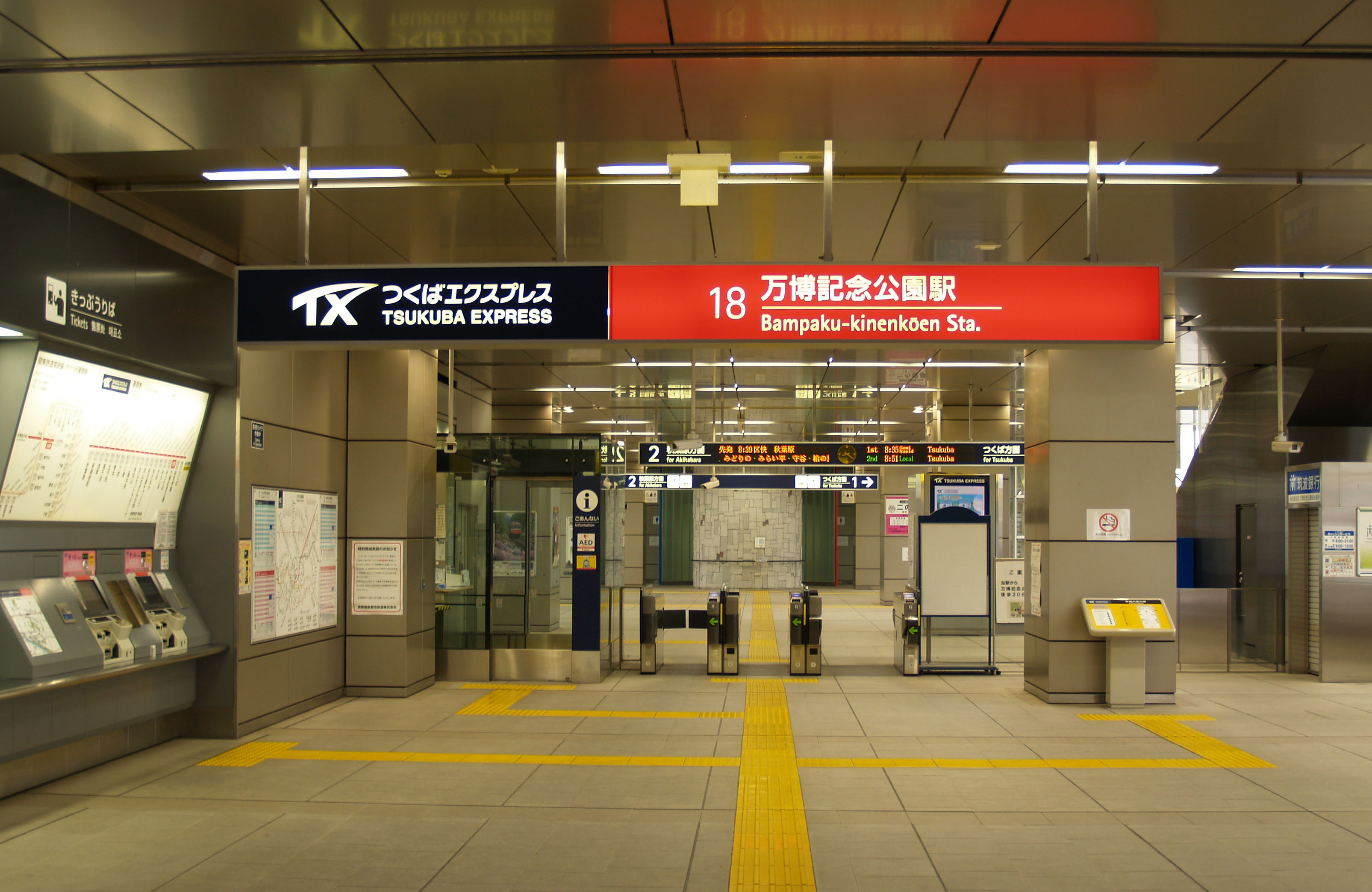
社名に代わって路線名が多用される
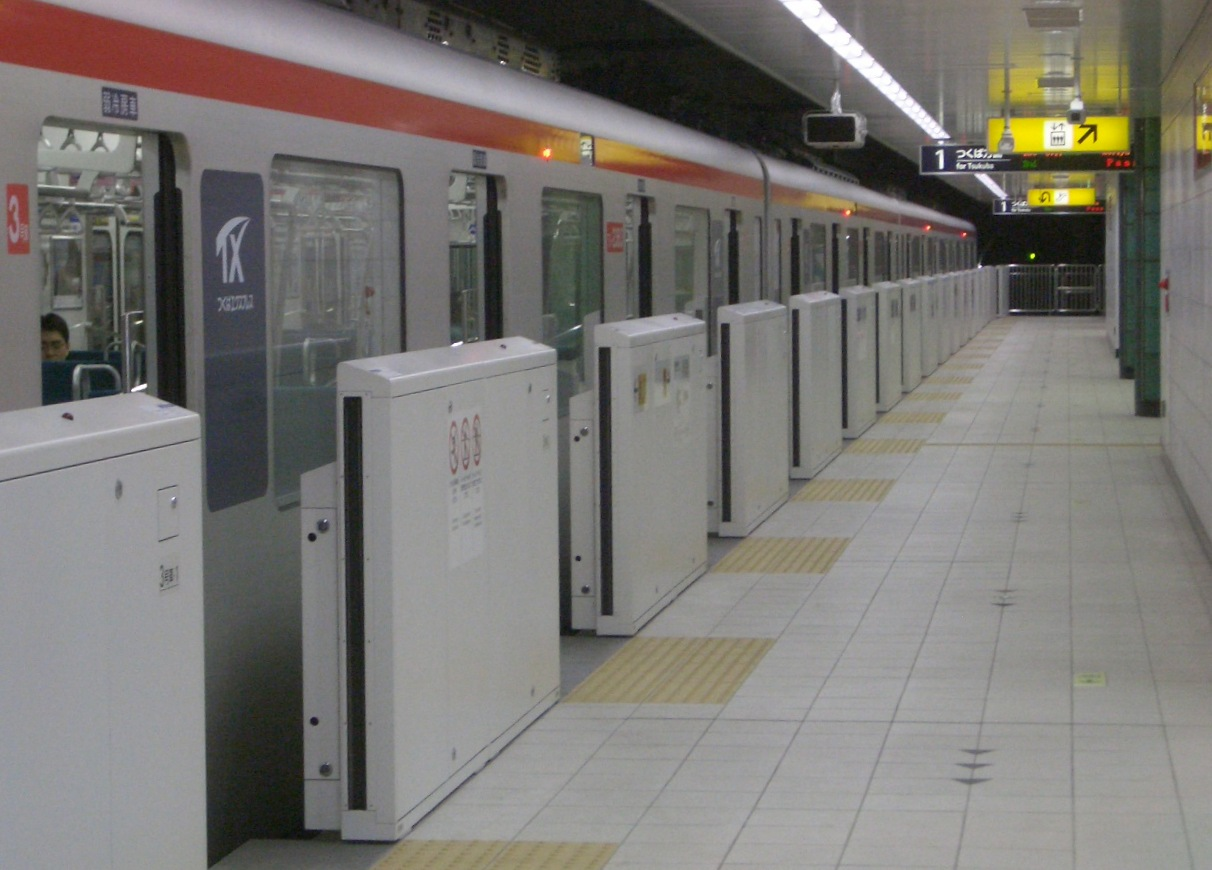
可動式ホーム柵 （写真は青井駅）
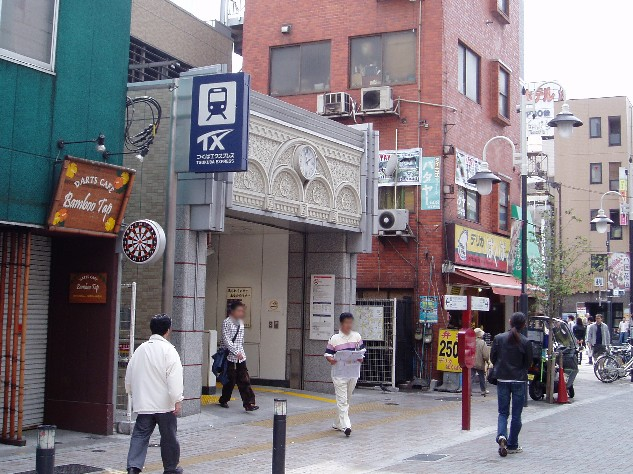
市街地では地下を通る （浅草駅地上出口）

## 路線データ
- 管轄（事業種別）：首都圏新都市鉄道（第一種鉄道事業者[14]）
- 路線名：常磐新線（通称：つくばエクスプレス）[注釈 4]
- 区間：秋葉原 - つくば 58.3 km[20][21][1]
- 駅数：20[1][20]
- 軌間：1,067 mm[1][20]（狭軌）
- 複線区間：全線
- 電化区間：全線（秋葉原駅 - 守谷駅間 直流1,500 V、守谷駅 - つくば駅間 交流50 Hz・20,000 V[1]
  - デッドセクション：守谷駅 - みらい平駅間、車上切替式
- 最大勾配：35パーミル[1]
- 最小曲線半径：200 m[1]
- 運転保安方式：列車間の間隔を確保する装置による方法（ATC方式）
  - 前方予告・進路予告機能付1段ブレーキ制御デジタル伝送式CS-ATCを採用
  - ATOによる自動運転を採用。ただし、2014年（平成26年）1月から朝ラッシュ時の守谷駅 - 北千住駅間はTASC運転を実施[22]。これは先行列車に接近した追従運転時、ATOでは度重なる車内信号の現示変化に柔軟な対応が難しく、乗り心地が低下していたためである[22]。
- 最高速度：130 km/h[1]
- 表定速度
  - 秋葉原駅 - つくば駅間：58.3 km、快速45分、表定速度77.7 km/h、途中停車駅数8
  - 北千住駅 - つくば駅間：50.8 km、快速34分、表定速度89.6 km/h、途中停車駅数4
  - 流山おおたかの森駅 - つくば駅間：31.8 km、快速19分、表定速度100.4 km/h、途中停車駅数1
  - 守谷駅 - つくば駅間：20.6 km、快速11分、表定速度112.4 km/h、途中停車駅数0
- 車両基地所在駅：守谷駅
- 建設主体：独立行政法人 鉄道建設・運輸施設整備支援機構（2003年10月1日に日本鉄道建設公団より事業承継）

## 沿線概況

### 秋葉原駅 - 北千住駅
秋葉原駅からJR東北本線（山手線・京浜東北線・上野東京ライン）の下を北上した列車は、御徒町駅の手前で東にカーブして春日通りと都営地下鉄大江戸線の直下を走り、新御徒町駅の先で北にカーブして浅草駅に着く。同駅は東武鉄道、東京メトロ銀座線、都営地下鉄浅草線の浅草駅とは離れている。秋葉原駅から南千住駅までは地下を走り、南千住駅の先からJR常磐線と東京メトロ日比谷線に挟まれる形で地上に出る。隅田川を渡り、3階にホームがある北千住駅に着く。

### 北千住駅 - 守谷駅
北千住駅を出た列車は、東京メトロ千代田線およびJR常磐線と並走しながら荒川を渡り、東武伊勢崎線と交差する辺りで北にカーブしながら地下に潜る。東京都内の地上風景は短く終わる。ここからしばらくは綾瀬川および首都高速6号三郷線とほぼ並行して地下を走り、八潮駅の手前で地上に出る。埼玉県最初の駅である八潮駅北側には首都高速6号三郷線の八潮パーキングエリアがある。
八潮駅付近からは郊外部を通る。中川を渡り、東京外環自動車道および国道298号との三重立体交差、三郷中央駅を経て埼玉・千葉県の境をなす江戸川を渡ると、再び地下に入り、住宅地の下にあるJR武蔵野線との乗換駅である南流山駅に到着する。南流山を出るとしばらく地下線を走行する。この間に流鉄流山線をくぐる。その後は高架となり、流山セントラルパーク駅を過ぎ、東武野田線との接続駅・流山おおたかの森駅に到着。北東に向い、柏の葉キャンパス駅、柏たなか駅を経て、利根川橋梁で利根川を渡ると守谷駅に到着する。

### 守谷駅 - つくば駅
守谷駅を出発すると、すぐに車両基地出入線が分岐。都市軸道路との併用橋である小貝川橋梁を通過すると、まもなく直流電化と交流電化を隔てるデッドセクションを通過し、交流電化区間に入る。ここから先は高架と切り通しで構成された田園地帯の線形の良い区間を130 km/h近くを保って運転する。みらい平駅、みどりの駅、万博記念公園駅、研究学園駅を経て、終点のつくば駅手前で地下（つくばトンネル）に入り、つくば駅に到着する。この守谷駅 - つくば駅間 20.6 kmの区間を、最速種別の快速は途中無停車で11分、表定速度112.4 km/hと、日本国内において乗車券のみで乗れる列車（在来線の快速列車や普通列車等）としては極めて高い速度で走破する。

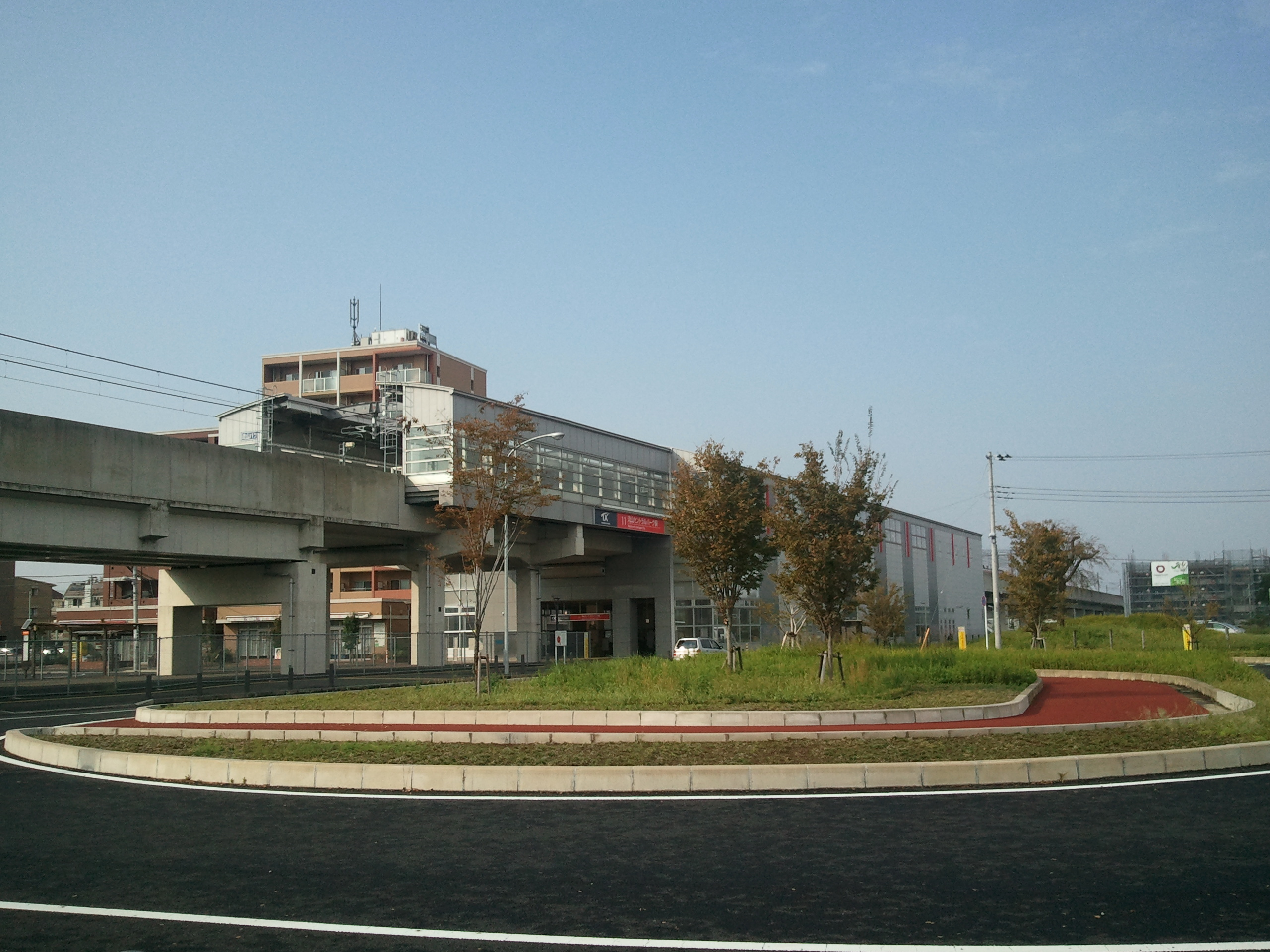
高架区間にある流山セントラルパーク駅
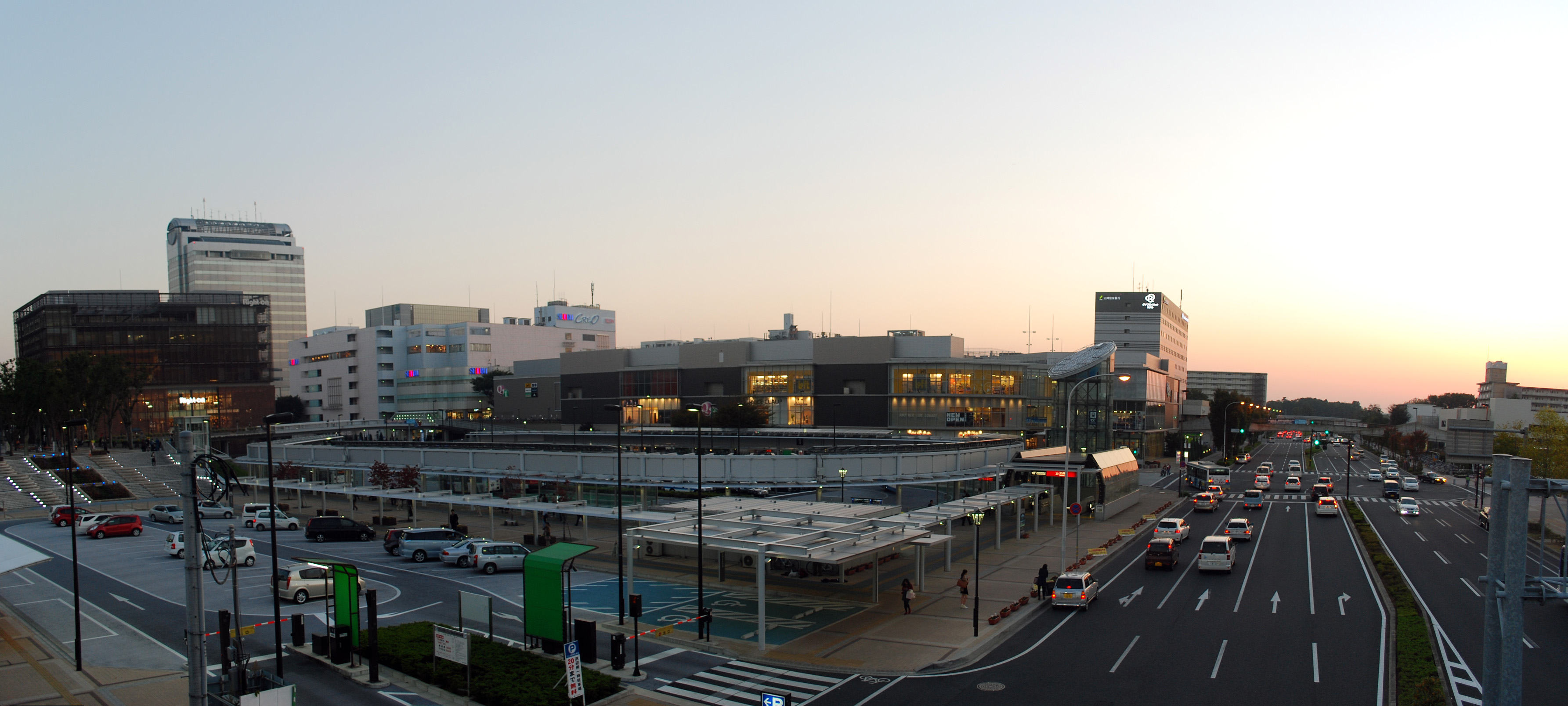
終点つくば駅の地上風景

## 電化方式
つくばエクスプレスは、秋葉原駅から守谷駅 - みらい平駅間までと守谷駅 - 守谷車両基地間が直流1500 Vで、以北は交流20000 V・50 Hzで電化されている。これは、茨城県石岡市柿岡にある気象庁地磁気観測所での地磁気観測への影響が懸念されたためで、JR常磐線の交直切換地点が運用上の拠点である土浦駅などではなく取手駅（直流側：東京方） - 藤代駅（交流側：いわき方）間の位置になったのと同様の理由である。守谷駅で接続する関東鉄道常総線が開業以来非電化であるのも、この地磁気観測所が影響している。
秋葉原駅 - つくば駅間の全線を通して運転するためには交直両用車両が必要になるが、直流専用車両と比べて製造費が高額となる。そのため、秋葉原駅 - 守谷駅間限定で使用する直流専用電車TX-1000系と、全線で使用する交直両用電車TX-2000系・TX-3000系の3系列を用意することで、総費用の削減を図っている。
一方で、全線が交流とならなかった理由は、東京都内の地下区間を特別高圧に該当する20 kVの交流規格で設計した場合、絶縁破壊対策のための空間をとる必要上トンネル断面が拡大して、交直流車両の導入以上の費用がかかるため、と同社の見学会などで説明されている。
架線吊架方式は3種類採用されており、秋葉原駅から南千住駅 - 北千住駅間のトンネル坑口までは饋電線としての電気性能を有するアルミニウム製のT型架台に直接トロリ線を取り付けた剛体架線式、そこから守谷駅までは青井駅 - 埼玉県東京都境間、南流山駅の地下区間を含めて、饋電線と吊架線を兼用させた一体構造の饋電吊架式、守谷駅から終点つくば駅までは、みらい平駅、つくば駅付近の地下区間を含めて、トロリ線内に鋼心を入れて集電性を高めたCSシンプルカテナリー吊架式を採用している。

### 交直・交交セクション
守谷駅 - みらい平駅間にデッドセクション（無電区間）があり、電車は走行中に交直流切り替えを行う。通常は運転士の手動操作ではなく自動で行われる。デッドセクション通過中でも車内の照明が消えることはないが、エアコンが停止するほか、TX-2000系では行先・停車駅表示パネルが消灯する。旅客案内用フリーパターンディスプレイは消灯しない。側壁（防音壁）には無電区間を示すマーキング塗装があり、これらからデッドセクションの判別が可能である。
みどりの駅 - 万博記念公園駅間にもデッドセクションがあり、同様の現象が発生するが、これは「交交セクション」と呼ばれる箇所で、変電所相互における交流電圧の位相差による障害を防ぐために設置されている。こちらにも側壁に無電区間を示すマーキング塗装がある。いずれの区間も、列車は惰行運転で通過する。ATO運転時には専用の地上子を通過すると惰行運転に入る。

## 運行形態

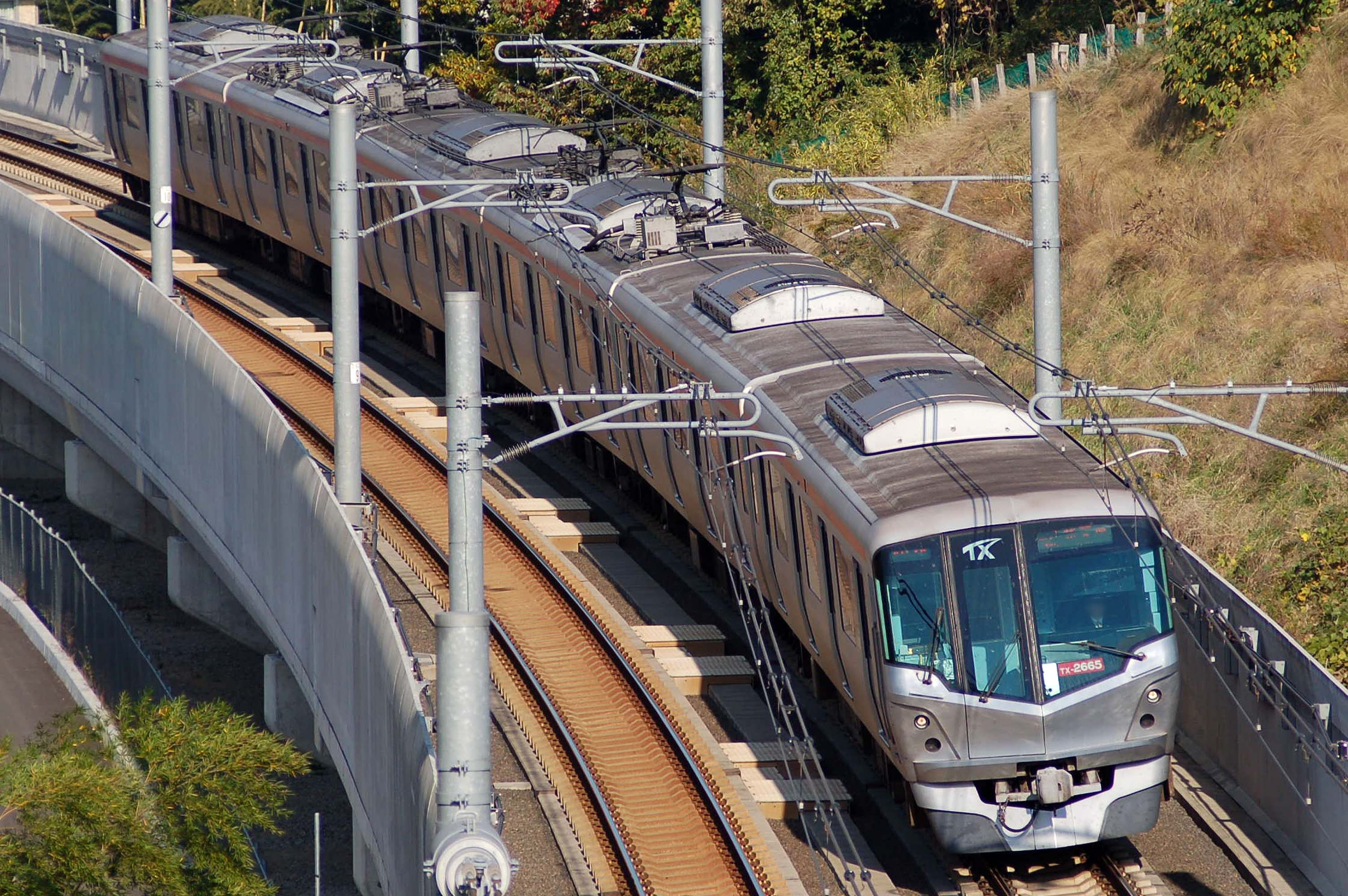
TX-2000系で運転される快速列車（TX-3000系の場合もあり）

運行時間帯は5時3分 - 翌0時47分。秋葉原駅 - つくば駅間の全線運転と秋葉原駅 - 守谷駅間の区間運転の2本立てを基本としている。これは需要のほか、電化方式の区分（直流・交流）による使用車両の違いも大きい。八潮駅始発・終着や守谷駅 - つくば駅間の区間運転もある。列車種別は快速・区間快速・普通の3種で、平日夕方には下りのみ快速の代わりに通勤快速が運転される。遠近分離と緩急接続を併せ持ったダイヤを特徴としている。全20駅のうち、普通のみの停車駅は3駅である。
種別ごとに運転速度が分けられることはなく、全ての列車で高速運転を行う。車両性能に差がなく、全線が高架・掘割・地下線で建設されており、踏切もなく、首都圏のJRを除く通勤電車では初めて130 km/h運転を実施（ATOによる制限速度は127 km/h）。曲線においても半径820 m以上で130 km/h運転を可能としており、表定速度を高めた。しかしながら、全線においてノーズ可動式分岐器は採用されていない。

### 列車種別
列車種別ごとに、路線図や時刻表などで用いられる種別色とともに示す。
■ 快速 (Rapid)
基本的に秋葉原駅 - つくば駅間の全線で運転。全線標準所要時間は45分。
始発・終着駅と他社線乗換駅のほかは浅草駅（ただし他社駅にも近接）と八潮駅にのみ停車する。列車番号は3000番台を用いる。2024年3月15日以前は八潮駅は通過となっていたため、埼玉県内に停車駅はなかった。
停車駅：秋葉原駅 - 北千住駅間の各駅と八潮駅、南流山駅、流山おおたかの森駅、守谷駅、つくば駅
■ 通勤快速 (Commuter-Rapid)
平日夕通勤時の下りのみ運転。2012年10月15日新設。全線標準所要時間は49分。かつては平日朝の上りにも運行されていたが、2020年3月14日のダイヤ改正で消滅した。
行先表示器には「通快」と表示。 快速停車駅に加え、六町駅、柏の葉キャンパス駅、研究学園駅に停車する。当路線で初めて千鳥停車を採用した。通勤快速は六町駅に停車して三郷中央駅を通過、後述の区間快速は六町駅を平日朝の上りを除き通過し、三郷中央駅に終日停車する。六町駅は通勤快速新設まで普通のみの停車駅であった。
通勤快速の運転時間帯に快速は運転されない。
列車番号は2000番台を用いる。
停車駅：秋葉原駅 - 北千住駅間の各駅と六町駅、八潮駅、南流山駅、流山おおたかの森駅、柏の葉キャンパス駅、守谷駅、研究学園駅、つくば駅
■ 区間快速 (Semi-Rapid)
北千住駅 - 守谷駅間では一部の駅を通過し、秋葉原駅 - 北千住駅間と守谷駅 - つくば駅間では各駅に停車する。全線標準所要時間は52分。
行先表示器には「区快」と表示。通過運転区間となる北千住駅 - 守谷駅間でも市・区ごとに最低1つの駅に停車する。守谷駅 - つくば駅間は各駅に停車し普通を補完する役割を担う。
全線通し運転が基本だが、早朝上りの一部は守谷駅始発である。かつては下り守谷駅止まりの区間快速も存在した。
2020年3月14日のダイヤ改正以降は、平日朝ラッシュ時間帯の上りに限り六町駅に停車する。列車番号は4000番台であるが、この六町駅に停車する区間快速は4000番台に150を加算した列車番号で表される。
停車駅：秋葉原駅 - 北千住駅間の各駅と六町駅（平日朝ラッシュ時間帯の上りのみ停車）、八潮駅、三郷中央駅、南流山駅、流山おおたかの森駅、柏の葉キャンパス駅および守谷駅 - つくば駅間の各駅
■ 普通 (Local)
各駅に停車する種別。全線標準所要時間は57分。普通のみの停車駅は青井駅、流山セントラルパーク駅、柏たなか駅の3駅のみ。
基本的に秋葉原駅 - 守谷駅・つくば駅間の運転で、一部八潮駅始発・終着があるほか、2016年10月15日ダイヤ改正では深夜につくば駅発北千住駅行き、北千住駅発八潮駅行きが設定された。開業当初の日中時間帯は秋葉原駅 - 守谷駅間の区間運転であったが、2007年10月18日ダイヤ改正以降は日中も秋葉原駅 - つくば駅間の全線運転の列車が運行されている。
八潮駅・流山おおたかの森駅・守谷駅で快速・通勤快速・区間快速と接続しており、各駅や車内でその案内も行われる。
列車番号は5000番台を用いる。

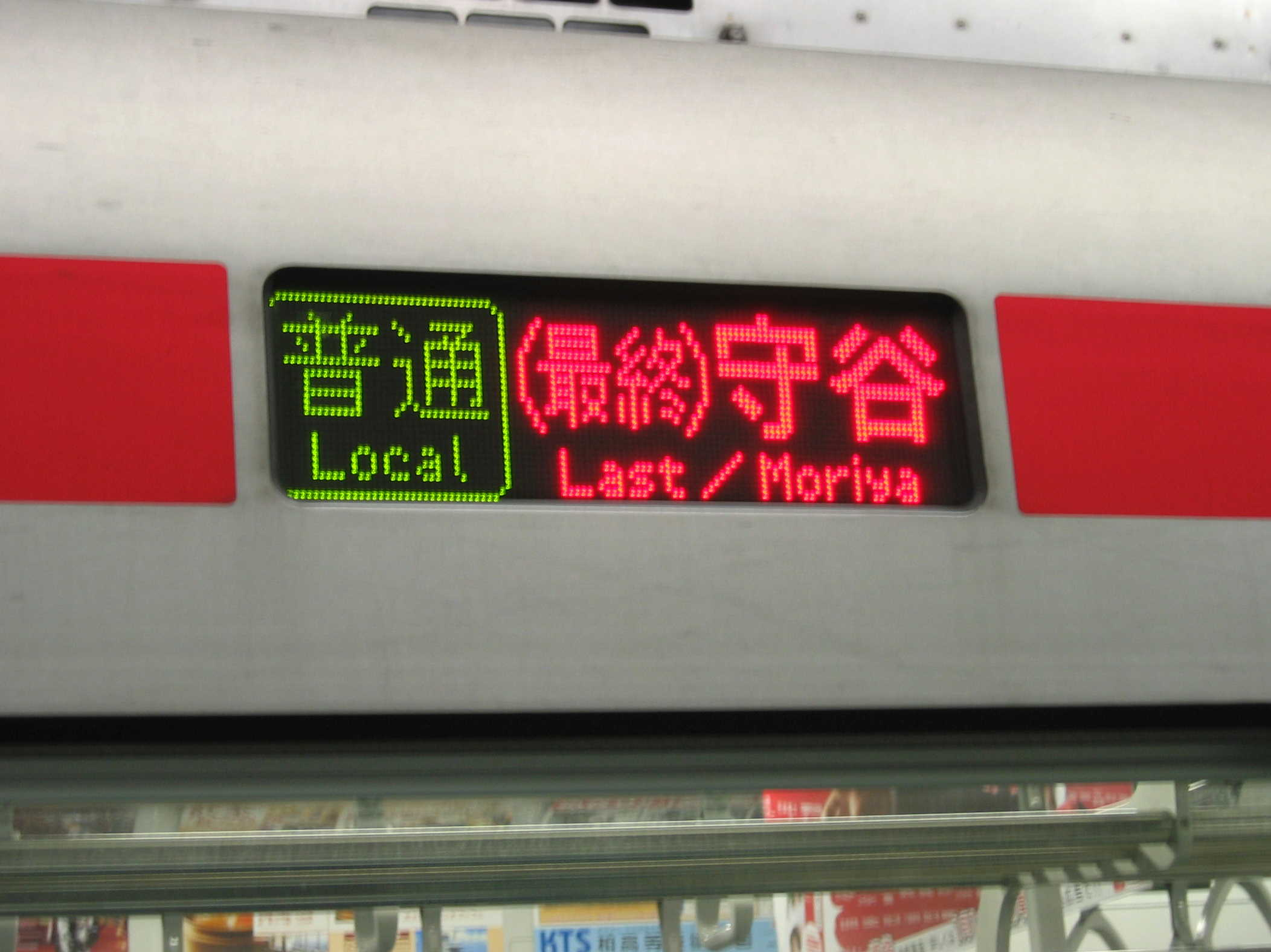
終電表示の例
（2008年1月12日撮影）

最終列車は行先表示器に最終である旨の表示を行っていたが（例: 「普通│（最終）守谷 Local Last/Moriya」）、2016年10月以降は省略されている。2009年10月まで駅に掲示されている時刻表には通過列車を示す―（横線）が表示されていた。

### 運行本数
2012年（平成24年）10月15日ダイヤ改正時点での日中1時間あたりの運行本数は以下のようになっている。
| 種別＼駅名 | 種別＼駅名 | 秋葉原 | … | 守谷 | 守谷           | …              | つくば         | 運行本数 |
| ---------- | ---------- | ------ | - | ---- | -------------- | -------------- | -------------- | -------- |
| 運行範囲   | 快速       |        |   |      |                |                |                | 2本      |
| 運行範囲   | 区間快速   |        |   |      | （各駅に停車） | （各駅に停車） | （各駅に停車） | 2本      |
| 運行範囲   | 普通       |        |   |      |                |                |                | 2本      |
| 運行範囲   | 普通       |        |   |      |                | 4本            |                |          |

### ダイヤの変遷
- 2005年（平成17年）
  - 6月30日：開業時のダイヤを設定[35]。朝ラッシュ時、快速・区間快速の所要時間が昼間時と変わらず。
  - 10月1日：1か月にわたって研究学園駅周辺で「つくばスタイルフェスタ」が行われ、同駅の利便性向上のため土休日の昼間は臨時ダイヤで運転。普通列車がつくば駅まで延長（同月30日までの土休日11回実施）。
  - 11月12日・13日：みらい平駅近辺で行われた「大好き茨城県民まつり2005」に合わせ普通列車がつくば駅まで延長運転。
- 2006年（平成18年）
  - 7月21日：守谷駅 - つくば駅間で日中に臨時普通列車を運転。2005年（平成17年）のものに加え、守谷駅 - つくば駅間の臨時普通列車と秋葉原駅 - 守谷駅間の普通列車とが守谷駅で接続する列車を設定。
  - 11月26日：つくば市で開催した「つくばマラソン」に合わせて開催時間帯に設定。守谷駅発着の列車をつくば駅発着に延長運転。来場者用の施設を研究学園駅周辺に設けていたため、快速列車を研究学園駅に臨時停車。
  - 12月8日：ダイヤ改正。同年7月21日に設定された昼間の守谷駅 - つくば駅間の区間列車を定期化。朝ラッシュ時は混雑平準化のため普通列車の一部で八潮駅での緩急接続を廃止し、秋葉原駅まで先着。
- 2007年（平成19年）
  - 10月18日：ダイヤ改正。守谷駅 - つくば駅間で増発。夕方→夜間帯の快速系列車の守谷駅行きはほとんどがつくば駅行きに延長。これによって守谷駅行きの快速は消滅。
  - 11月25日：「つくばマラソン」に合わせ、前回と同様の措置。
- 2008年（平成20年）10月1日：ダイヤ改正。朝ラッシュ時間帯と昼・夜間の列車増発。守谷駅始発・終着の快速は全て消滅。八潮駅始発の普通の増発。
- 2009年（平成21年）
  - 3月30日：筑波大学で開催された応用物理学会の講演大会に合わせて、4月2日まで朝8時台の下り守谷駅行きの区間快速を1本つくば駅まで延長運転。
  - 6月5日 - 毎週金曜日の最終列車前に臨時列車を増発運転開始。今回の増発は、秋葉原駅0時18分発下り最終列車の1本前に運行するもので、これにより金曜日の最終列車の混雑緩和と列車の遅延防止を図る。内容は、秋葉原駅発守谷駅行き普通列車1本で、秋葉原駅発0時9分、守谷駅着0時52分。
  - 10月1日：ダイヤ改正。朝ラッシュ時と夕ラッシュ時の区間快速増発と快速減便。前記の6月5日増発分の臨時列車が定期化され、夕ラッシュ時の普通は全列車八潮駅での待避から、区間快速との緩急接続を流山おおたかの森駅に変更（快速の待避は従来通り八潮駅で行う）。
- 2010年（平成22年）
  - 5月8日・9日 - 女子ゴルフ公式戦サロンパスカップの観客輸送のため、みらい平駅に快速の一部を臨時停車。
  - 10月1日：ダイヤ改正。日中の秋葉原駅 - 八潮駅間の普通列車が秋葉原駅 - 守谷駅間に延長、朝・夜間の守谷駅 - つくば駅間で増発。
- 2012年（平成24年）10月15日：ダイヤ改正。列車の増発や運行区間の延長などにより、輸送力増強および運行頻度の増加等を行い混雑緩和や利便性の向上を図る。平日の朝上り・夜間ラッシュ時間帯下りに「通勤快速」を新設。通勤快速の運転時間帯は快速の運転は行わない。下りつくば行き最終列車を15分繰り下げ、秋葉原23:45発とする。
- 2015年（平成27年）3月14日：ダイヤ改正。始発列車の時刻繰り上げ、朝・夜間の列車の増発・運転パターンの見直しなどにより、利用客の利便性向上を図る。
- 2016年（平成28年）10月15日：ダイヤ改正。始発列車の時刻繰り上げ、最終列車の時刻繰り下げ、早朝・深夜の列車増発、朝ラッシュ時の運転間隔平準化、夕ラッシュ時の運転パターンの統一などにより、さらなる利便性向上を図る。上り秋葉原駅行き最終列車の後、上り北千住駅行き最終列車を新設し、つくば駅23:30発とする。北千住行きの定期列車はこの改正で初めて設定された。この列車は折り返し八潮行きとなる。上り守谷駅行き最終列車を13分繰り下げ、つくば駅0:00発とする。
- 2018年（平成30年）3月17日：ダイヤ改正。列車の増発・種別変更や運行区間の延長などを行う。守谷駅の待避設備設置に伴い、日中時間帯の大部分において快速列車が普通列車を追い抜く駅を流山おおたかの森駅から八潮駅・守谷駅の2駅に変更し、同時間帯の八潮駅における区間快速列車と普通列車の待ち合わせを取り止める。つくば駅行きの全ての通勤快速列車が八潮駅と守谷駅で普通列車と接続するようになる[36]。
- 2020年（令和2年）3月14日：ダイヤ改正。開業以来の新型車両となるTX-3000系を導入し、列車の増発・種別変更や運行区間の延長などを行う。朝ラッシュ時の最混雑時間帯における列車の増発（7 - 8時台にかけて列車本数を22 - 25本へ増発）。上り通勤快速を区間快速に変更し、朝ラッシュ時の上り列車は普通と区間快速に統一される。同じく最混雑時間帯の区間快速が六町駅へ停車するようになる。同駅では最混雑時間帯の停車本数が29本から42本へと大幅に増える[34]。
- 2022年（令和4年）3月12日：ダイヤ改正。新型コロナウイルス感染症（COVID-19）拡大の影響により、開業以来初となる減便を実施。平日は上り6本・下り7本減、土曜・休日は上り2本・下り4本減となる[37]。
- 2023年（令和5年）3月18日：ダイヤ改正。前年に続き減便を実施。土曜・休日は上り1本減、下り1本減となる。また、進行中の8両編成化事業による六町駅、青井駅のホーム延伸工事に伴い徐行運転を行うことから多くの列車の所要時間が1 - 2分延びる[38]。
- 2024年（令和6年）3月16日：ダイヤ改正。快速列車の停車駅に八潮駅が追加（全線所要時間は変更なし）。加えて、朝間ラッシュ時間帯に普通列車が4本、夕間ラッシュ時間帯に区間快速列車が1本増発される。六町駅、青井駅のホーム延伸工事に伴う徐行運転が終了[32]。

### 折り返し駅
現在も定期的に折り返しを行っている駅は、秋葉原駅（起点駅）とつくば駅（終点駅）、引き上げ線のある八潮駅と守谷駅の4駅である。以前は北千住駅でも折り返しを行っていたが、2022年（令和4年）のダイヤ改正で北千住駅行きが消滅したことにより、定期列車では折り返しをしなくなった。流山おおたかの森駅の秋葉原方にも渡り線があるが、通常は折り返し運転に用いられてはいない。
待避可能駅は、八潮駅・流山おおたかの森駅・守谷駅の3駅である。このうち守谷駅は開業当初から2面4線のホーム構成であったが、2017年（平成29年）に待避設備が設置されるまでは、内側線は上り・下りともにつくば方向は車両基地にしか出入りできない配線となっていた。

## 使用車両
- TX-1000系：直流電車
- TX-2000系：交直流電車
- TX-3000系：交直流電車

秋葉原駅 - つくば駅間の全線において交直両用のTX-2000系及びTX-3000系が、秋葉原駅 - 守谷駅間においては前述2形式に加えて直流専用のTX-1000系が運行に充当される。全車2.95 mの幅広車体を採用している。
計画当初は2階建て電車の投入も計画され、早い時期からデザインも決められ、完成予想図や模型も作られていた。この模型は現在も首都圏新都市鉄道が保管しており、「つくばエクスプレスまつり」などのイベントで展示されることがある。
2005年（平成17年）9月1日からは女性専用車両を導入し、全列車6両編成ながら、そのうち1両を時間帯・方向によって女性専用車両として設定している。上りは平日の始発から9時まで、下りは秋葉原駅発の18時以降から最終列車まで、各列車ごとにそれぞれ1車両を女性専用車としている。

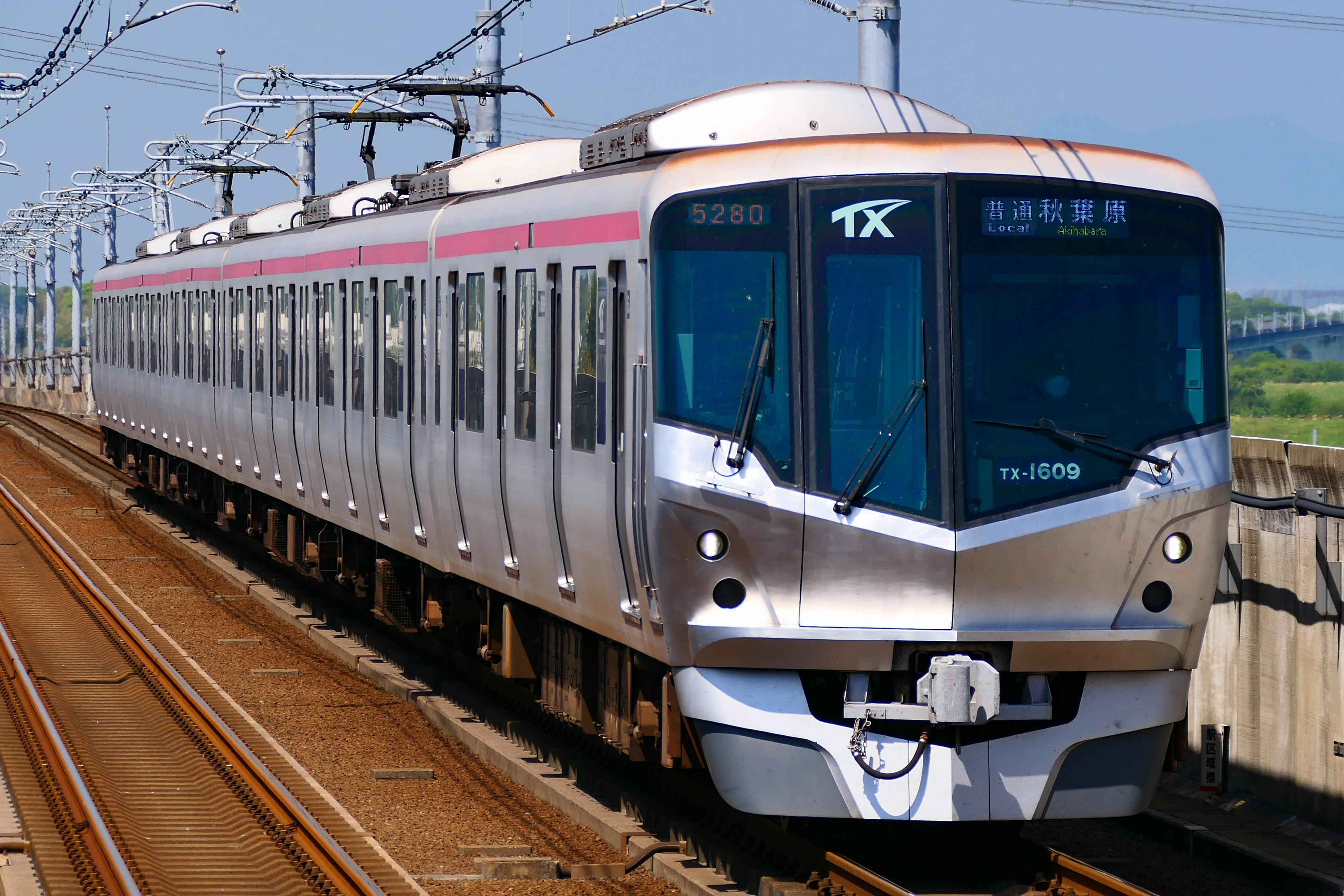
TX-1000系
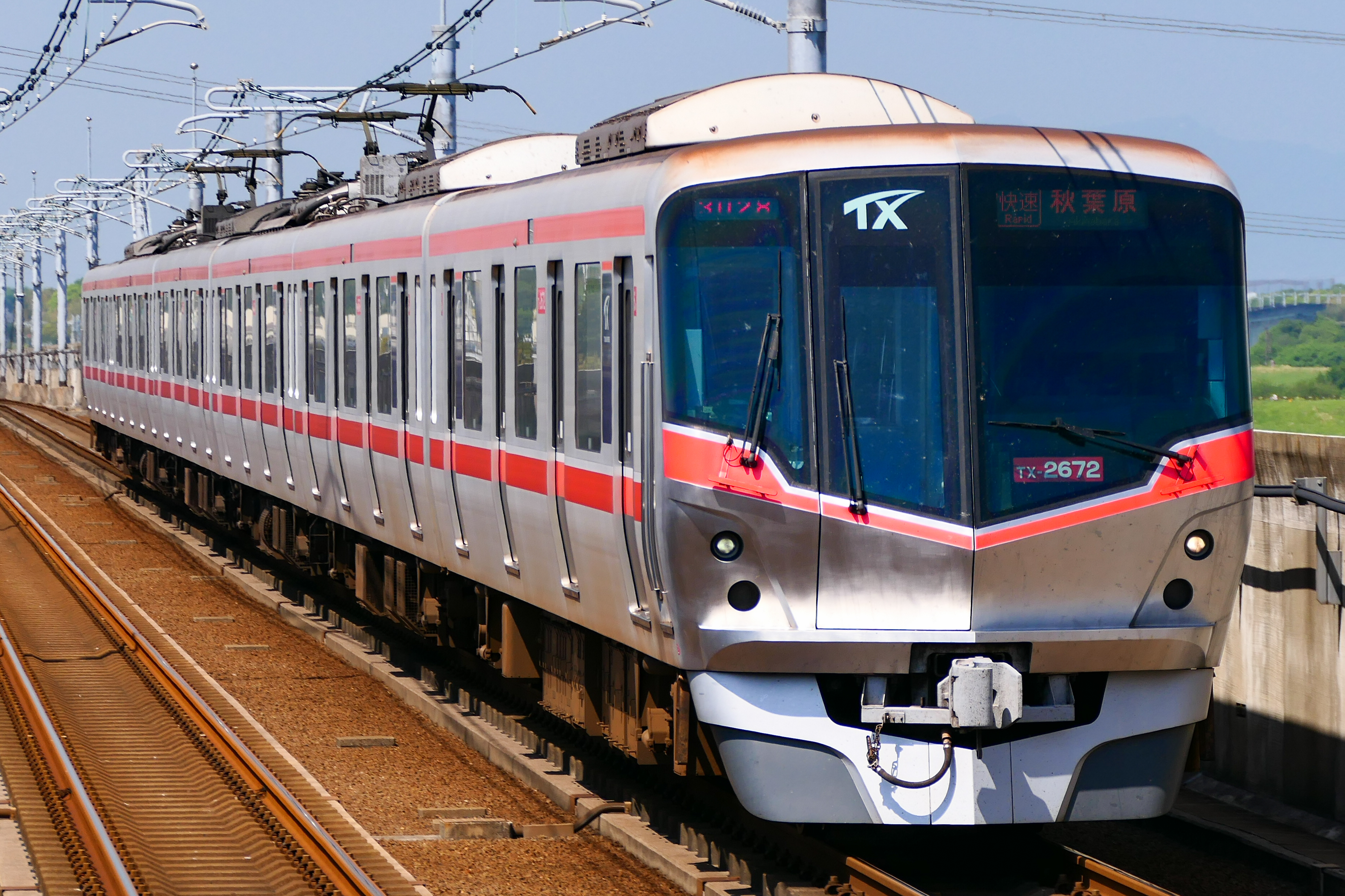
TX-2000系
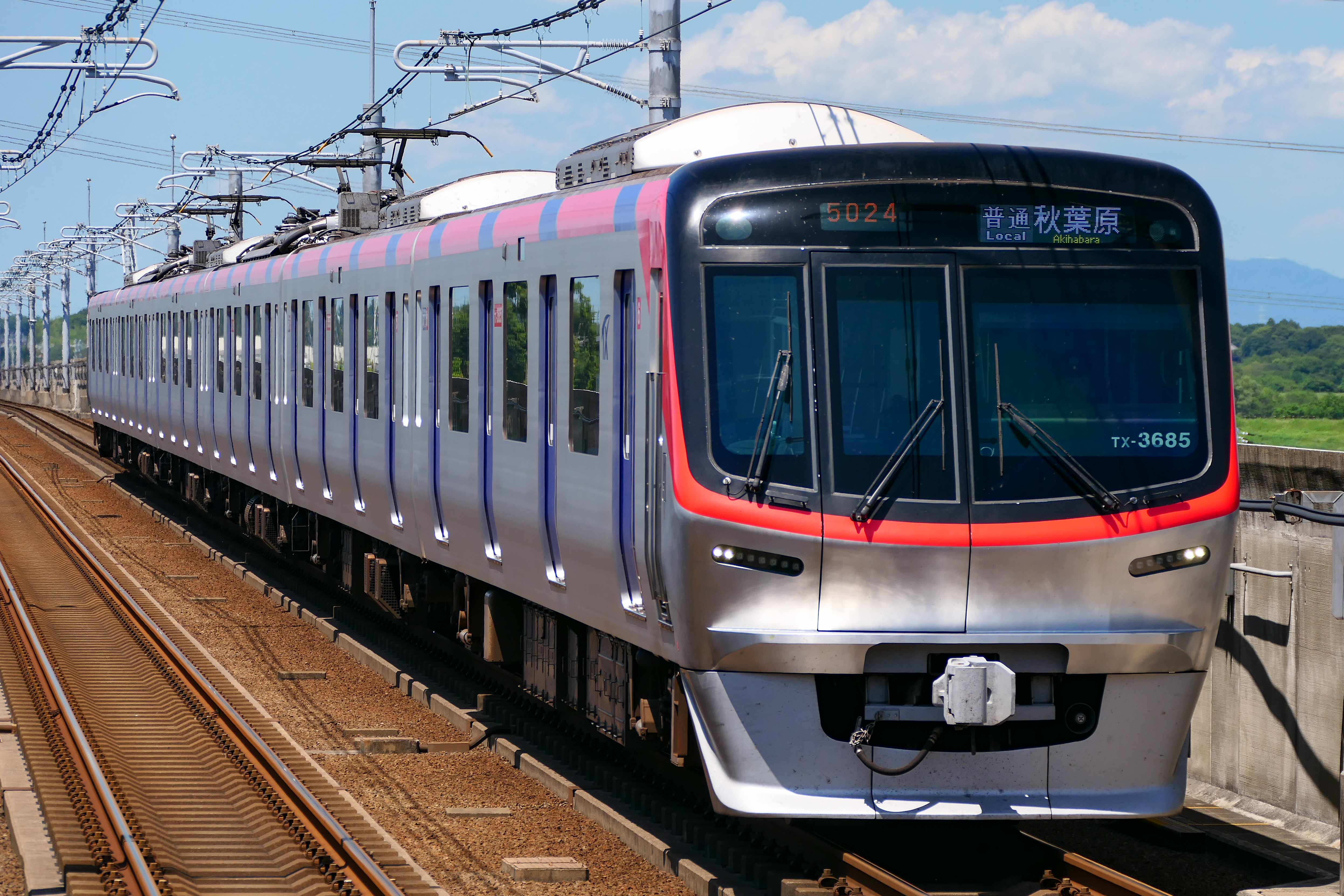
TX-3000系

### 車両検修施設
- つくばエクスプレス総合基地

現状ではJR等他の鉄道事業者との線路の接続が一切無いため、車両の搬入時は土浦駅から総合基地まで陸送で搬入している。TX-3000系については、越谷貨物ターミナル駅から陸送で搬入している。

### 列車内無線LAN接続

#### トライアル
2005年（平成17年）8月24日の開業時からTX-2000系第60編成において列車内無線LAN接続の実験運用が行われていた。開始時の利用可能区間は秋葉原駅 - 北千住駅間であったが、2006年（平成18年）3月14日より秋葉原駅 - 南流山駅間の10駅9区間で公式に利用可能となり、同年7月20日には全区間に拡大された。利用可能な編成については、第59編成を皮切りにTX-2000系全編成に順次拡大された。この実験運用は同月末をもって終了した。

#### 商用サービス
2006年（平成18年）8月24日からTX-2000系全編成において秋葉原 - つくばの全区間で商用サービスが開始された。当初はNTTドコモのMzone（後のdocomo Wi-Fi）・mopera U（公衆無線LANコース）のみであったが、同年11月9日からは東日本電信電話（NTT東日本）のフレッツ・スポットのサービスも開始された。
2019年（平成31年）3月31日限りでNTT東日本が自社のフレッツ・スポットサービスを終了したため、それ以降は事実上ドコモユーザーのみしか新規に利用開始できなくなっていたが、docomo Wi-Fiの後継サービスであるd Wi-Fiが開始されたことにより、ドコモユーザー以外でもdポイントクラブ会員なら利用できるようになった。
運営事業者との契約期間満了に伴い、列車内での利用については、2022年（令和4年）12月23日をもってサービスを終了した。

### 防犯カメラ設置

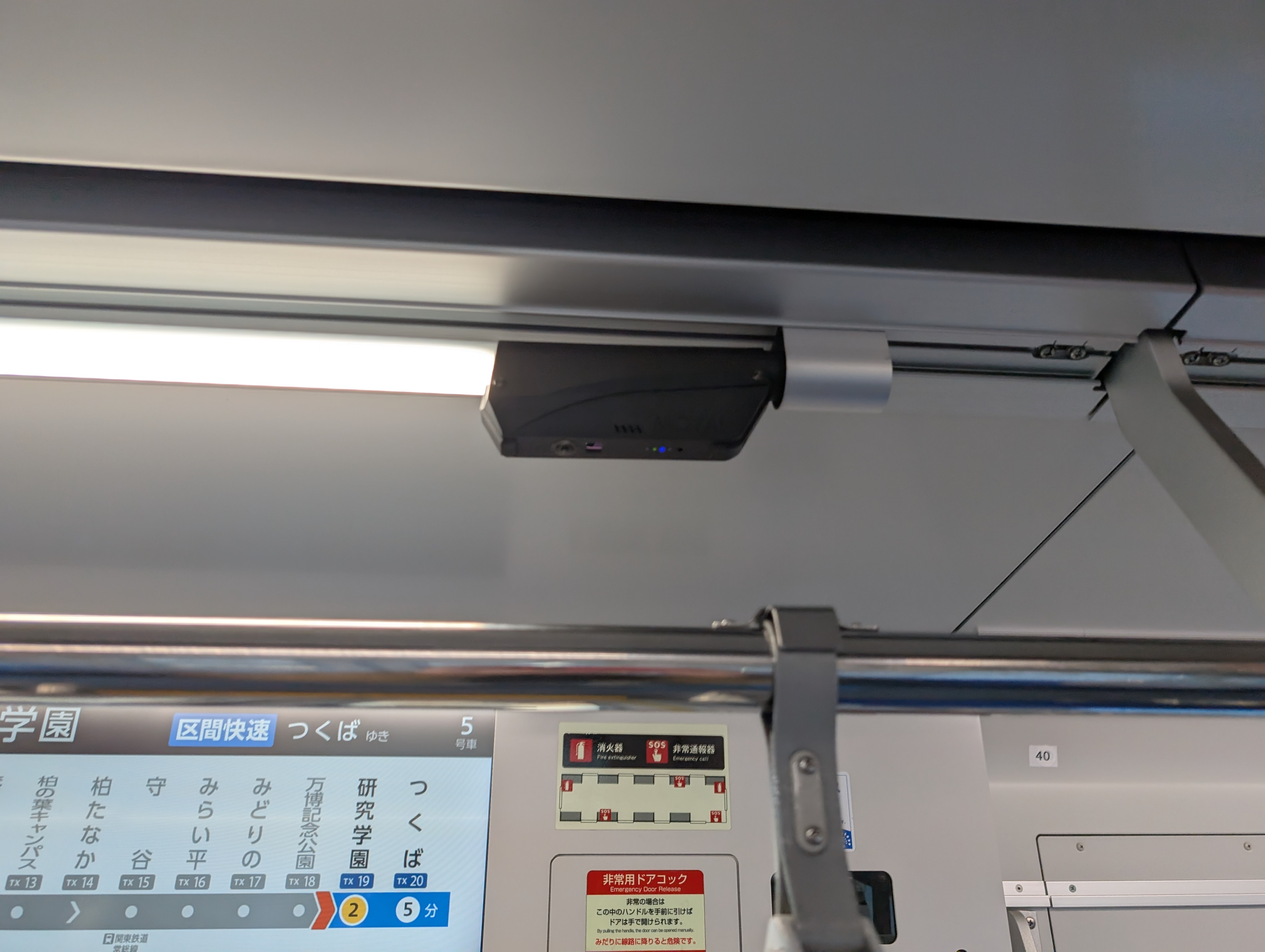
TX-3581F 6番ドア付近への搭載事例

首都圏新都市鉄道は、2024年（令和6年）4月4日に列車内の犯罪抑止やセキュリティ向上を目的に、2024年度（令和6年度）末までに全車両（41編成246両）に車内防犯カメラを設置すると発表した。つくばエクスプレスでは、これまで、2020年度に導入したTX-3000系（5編成30両）のみ記録式車内防犯カメラを設置していたが、リアルタイムに映像を確認できる通信式カメラに置き換えるとしている。これにより、車内犯罪や迷惑行為等のトラブルが発生した際には、全ての車両を対象として、地上側でリアルタイムの映像を確認することができ、関係部署の素早い状況把握、確認、対応、連携が行えるようになり、列車内の一層の安全性向上が図ることができるようになる。
2025年（令和7年）1月17日に全車両への設置が完了した。

## 歴史

### 第二常磐線構想
常磐新線は、首都圏における宅地供給、茨城県南・県西地域の開発整備、常磐線の混雑緩和などを目的に計画された鉄道である。1978年（昭和53年）、茨城県は「茨城県県南県西地域交通体系調査委員会」（委員長・八十島義之助）を設置し、「第二常磐線」構想を発表した。東京都心と筑波を結ぶ具体的な鉄道路線が検討された記録を確認できるのは、筑波高速度電気鉄道を別にすれば、1983年（昭和58年）に茨城県が設置した「第二常磐線と地域開発に関する調査研究会」によるものが最初である。ただし、検討はそれ以前より行われており、筑波研究学園都市建設の際に既に東京と結ぶ鉄道駅をも視野に入れた用地配慮がなされている。

#### ルート案
1985年（昭和60年）の運輸政策審議会にて「常磐新線の新設」が盛り込まれる以前には、「第二常磐線」として、以下の茨城県案、千葉県案などの建設ルートが挙げられていた。
茨城県案
- Aルート：都心から北千住、柏市北部、取手を経て、筑波研究学園都市へ至るルート
- Bルート：都心から北千住、柏市北部、守谷を経て、筑波研究学園都市へ至るルート（建設ルート）
- Cルート：都心から北千住、柏市北部、水海道を経て、筑波研究学園都市へ至るルート
- Dルート：都心から北千住、七光台、石下を経て、筑波研究学園都市へ至るルート

千葉県案
- 1ルート：秋葉原から北千住、南流山、豊四季を経て、我孫子へ至るルート
- 2ルート：東京（鍛冶町）から新小岩、新松戸、豊四季を経て、我孫子へ至るルート
- 3ルート：扇橋から新小岩、新松戸、豊四季を経て、我孫子へ至るルート。扇橋より営団11号線（現在の東京メトロ半蔵門線）に直通
- 4ルート：新橋から新小岩、新松戸、豊四季を経て、我孫子へ至るルート
- 5ルート：秋葉原から新小岩、新松戸、豊四季を経て、我孫子へ至るルート
- 6ルート：秋葉原もしくは新橋から、松戸、柏を経て、我孫子へ至るルート

茨城県は自らの各案で、東京都心から北千住を経由して筑波研究学園都市へ至るという基本構想を貫いた上で、その間の経由地をどこにするかという選択肢を南から北に向けてA-Dルートの順に提示していた。
千葉県案は、いずれも我孫子を終点とし、茨城県内のルートは発表していなかった。東京都内は1ルートを除いて既存の貨物線（新金貨物線など）を利用、千葉県内は1 - 5ルートが高架、6ルートが地下の構想となっていた。2ルートは東京駅ホームの位置が京葉線計画と競合すること、3ルートは起終点にターミナル機能が必要であること、6ルートには千葉県内の地下工事にかかる時間と費用を考慮し、早期に撤回された。

### 開業に向けて
1985年（昭和60年）7月11日の運輸政策審議会答申第7号では「常磐新線の新設」という項目が設けられ、東京 - 守谷町南部間が「目標年次までに新設することが適当である区間」、守谷町南部 - 筑波研究学園都市間が「今後新設を検討すべき区間」とされ、後者についてはさらに「需要の動向、沿線地域の開発の進捗状況等を勘案の上、整備に着手する」とされた。この答申により初めて起点が東京駅と明記された。同答申はさらに常磐新線の事業主体が未定であること、建設運営経費が巨額となることなどの問題があることから整備方策を特記している。その要点は、
- 常磐新線は常磐線の混雑緩和を主目的として整備されるべきものであり、本来国鉄が建設運営にあたるべきであるが、国鉄の経営状態からすれば困難が予想され、第三セクター法方式も一案として考えられる。
- 資金調達を含め、建設・運営段階での関係者の全面的支援が必要。
- 従って答申後早期に国鉄等関連鉄道事業者、地方公共団体、金融機関等による検討と具体化が必要。

である。これを受けて運輸省や関係自治体などで協議が進められ、1987年（昭和62年）9月に運輸省、東日本旅客鉄道（JR東日本）、沿線4都県からなる「常磐新線整備検討委員会」が設置された。1988年（昭和63年）11月には同委員会で「常磐新線整備方策の基本フレーム」についての合意が成立し、当面の建設区間を秋葉原 - 筑波学園研究都市とすること、建設主体は第三セクター会社とし、完成後はJR東日本が運営を行うことなどの方針が決定した。始発駅は費用の関係で当初予定の東京駅から秋葉原駅となった。1989年（平成元年）3月には運輸省が「新たなフレーム（案）」を示し自治体の負担軽減を提案するが、JR東日本は常磐新線に距離をとる様になった。一方、同月に自治体および日本鉄道建設公団からの派遣職員により「常磐新線検討室」が設置され、検討事項に取り組むこととなった。
1989年（平成元年）6月には、鉄道整備と沿線の地域開発を同時に推進する「大都市地域における宅地開発及び鉄道整備の一体的推進に関する特別措置法」（略称：一体化法、宅鉄法）が制定された。この法律の内容は、鉄道新設と当時大きな課題となっていた首都圏の宅地供給事情を一体的にクリアするとしており、鉄道整備により、大量の住宅地供給が促進されることが見込まれることを期待し、周辺市町村を特定地域に指定して地元自治体などが宅地開発も同時に進めるとするものであり、常磐新線は同法の適用第一号鉄道となった。
「整備の方向を検討する路線」とされていた守谷以北については、茨城県の強い働き掛けで第2期線から第1期区間に変更された。この頃から常磐新線の事業主体は第三セクター方式になる方向性が固まっていき、ルート変更なども検討されたが、1990年（平成2年）11月15日の関連自治体副知事会で1990年度中に第三セクターを設立し、開業目標を2000年（平成12年）とすること、事業費用と負担割合についての合意が成立した。同年12月に「常磐新線検討室」は「常磐新線第三セクター設立準備室」に改組された。
1991年（平成3年）3月には、沿線の4都県・12市町村の出資により新線整備・運営主体となる第三セクターの首都圏新都市鉄道株式会社が設立され、同年10月には国レベルで建設費に対する無利子貸付制度が創設されるなど、早期開通に向けて体制が整えられた。同じ月に法的手続きの第一段階である宅鉄法に基づく基本計画が国から承認され、常磐新線の計画路線である東京都千代田区（秋葉原） - 茨城県つくば市吾妻（筑波研究学園都市）間の経路と19か所の駅の位置が定められ、整備に向けた動きが本格的に活発化した。
首都圏新都市鉄道は1992年（平成4年）1月10日付けで第一種鉄道事業免許を取得した。以降、同年9月に常磐新線プロジェクト研究会が、1994年（平成6年）6月には同研究会を引き継いで常磐新線プロジェクト推進協議会がそれぞれ設立され、出資方式、事業採算性、沿線開発などについての調査が実施された。
1994年（平成6年）に秋葉原で起工式が行われたことを皮切りに、鉄道新線の建設が着々と進められたが、想定外の軟弱地盤や地下水対策による遅延や、基本計画当初から茨城県内の地権者の反対によって用地交渉が暗礁に乗り上がるなど開発は難航し、1996年（平成8年）12月には2000年（平成12年）の開業予定が2005年（平成17年）に変更された。
1997年（平成9年）2月、総武流山電鉄総武流山線（現：流鉄流山線）と交差する区間の工事申請にあたり、当時の総武流山電鉄に交差協議を申し入れた。しかし流山市の調査で、常磐新線開通により総武流山線の利用客が4割減少する見込みであることが判明したことから、総武流山電鉄は協議に入る前提として30億円の融資、20億円の営業補償などを求めたため、交渉は1年以上にわたって中断。翌年になると、総武流山電鉄側が東京簡易裁判所に調停の申し立てを行う事態に発展したが、最終的に、首都圏新都市鉄道側が総武流山電鉄側に経営安定のための融資を行う代わりに、総武流山電鉄が土地使用を認めることで合意し、問題は解決した。
2000年（平成12年）1月の運輸政策審議会答申第18号においては工事が着手されていた秋葉原 - つくば間が「目標年次（2005年）までに開業することが適当である路線」と位置付けられた。未着手の東京 - 秋葉原間については位置付けが「今後整備について検討すべき路線」へと変更されており、整備区間の整備状況および開業後の経営状態から東京駅までの延伸を検討するという整理がなされた。
2001年（平成13年）2月には、常磐新線イメージづくり調査委員会の答申に基づいた路線新名称として「つくばエクスプレス」が首都圏新都市鉄道より発表された。
2005年（平成17年）7月22日に完成検査に合格し、同年8月24日に開業した。当初は10月開業予定であったが、地元の強い要望と学校の2学期に間に合うように2か月繰り上げての開業となった。

### 開業後
開業初年度の乗客数は3,469万人となり、1日平均の乗客数は開業前の予想「135,000人」を超える150,700人であった。2007年（平成19年）3月には開業20か月目で累積輸送人員1億人を突破した。1日の平均乗客数は2007年（平成19年）4月に239,000人、2008年（平成20年）11月に266,100人、2009年（平成21年）4月に270,500人を記録し、目標の27万人に到達した。運行する首都圏新都市鉄道によると、この目標は、将来の東京駅までの延伸を検討するための前提とされている。
初年度営業収益は予想の90億円を大幅に超え、140億円となった。ただし、最終損益は減価償却費109億円を計上したなどのため、49億円の赤字であった。その後、増発のための車両増備による減価償却費増があったものの、2008年度（平成20年度）決算にて減価償却費込みの営業黒字を達成した。さらに2009年度（平成21年度）決算では当初計画である「開業20年後に単年度黒字」を大幅に前倒しして最終黒字となった。
その後も輸送人員は増加傾向が続き、2017年度（平成29年度）に累積損失が解消して開業以後初めて利益剰余金を計上した。このように、当路線は大手私鉄の一路線と遜色ない規模まで成長している一方で、ラッシュ時の混雑率は並行する常磐快速線、常磐緩行線と比較しても高い状況となっている。2019年（令和元年）6月に8両編成化事業の実施を発表し、供用開始は2030年代前半になる予定である。

### 年表

#### 開業まで
- 1985年（昭和60年）7月11日：運輸政策審議会答申第7号で「常磐新線の新設」という項目が設けられる。
- 1988年（昭和63年）11月：常磐新線整備検討委員会で「常磐新線整備方策の基本フレーム」についての合意が成立する。
- 1991年（平成3年）12月4日：「常磐新線設立準備室」が発足[77]。
- 1991年（平成3年）
  - 1月23日：発起人会で社名を「首都圏新都市鉄道株式会社」と決定[78]。
  - 3月15日：首都圏新都市鉄道株式会社設立[41]。
  - 10月23日：宅鉄法に基づく基本計画が国の承認を受ける[79][80]。
  - 10月25日：「首都圏新都市鉄道」が鉄道事業免許申請[81][82]。
- 1992年（平成4年）1月：「首都圏新都市鉄道」に対して鉄道事業免許[57]。
- 1993年（平成5年）
  - 1月25日：秋葉原 - 新浅草間約3.4 kmの工事施行認可[41]。
  - 5月：伊奈・谷和原丘陵部特定土地区画整理事業計画が発表。
  - 12月：常磐新線計画（守谷 - 伊奈・谷和原間）について茨城県都市計画審議会に諮る。
- 1994年（平成6年）
  - 1月：守谷 - 伊奈・谷和原間約11.7 kmの工事施行認可。
  - 3月：常磐新線計画（守谷 - 伊奈・谷和原間）について都市計画決定の告示。
  - 10月28日：常磐新線の秋葉原で起工式挙行[67][83][84]。
- 1995年（平成7年）
  - 2月：東京都が新浅草 - 六町間約9.9 kmの工事施行認可。
  - 7月：車両基地の安全祈願祭。
- 1996年（平成8年）
  - 2月：茨城県が宅鉄法による基本計画の変更を運輸・建設・自治の3大臣に申請（「島名駅」設置）、3月に承認。
  - 12月20日：国が鉄道整備計画の見直しの概要を公表し、2000年の開業予定を2005年に変更[41][68]。
- 1997年（平成9年）
  - 1月：小貝川橋梁下部工事の安全祈願祭、工事着手。
  - 5月：日本自動車研究所が一部施設の移転を発表。
  - 7月：1都3県は宅鉄法に基づく基本計画の変更を運輸・建設・自治大臣へ申請（開業年度変更等）、同月承認。
- 1998年（平成10年）
  - 1月：流山市区間について都市計画決定の告示。
  - 9月16日：秋葉原駅工事の安全祈願祭、工事着手[85]。
  - 12月 - 流山新市街地 - 守谷間約6.1 kmの工事施行認可。
- 1999年（平成11年）
  - 3月：柏市内区間について都市計画決定の告示。同月、伊奈・谷和原 - つくば間約12.2 kmの工事施行認可。
  - 6月：つくば市内区間について都市計画決定の告示。これにより、秋葉原 - つくば間全線が都市計画決定される。
- 2000年（平成12年）
  - 3月：つくば駅および守谷駅工事着手。
  - 7月：南流山 - 流山運動公園間の工事施行認可。これにより全線で工事施行認可[66]。
- 2001年（平成13年）
  - 1月：沿線地域の愛称が「みらい平・いちさと」に決定[66]。
  - 2月2日 - 首都圏新都市鉄道より路線新名称が「つくばエクスプレス」と発表[41][6]。
  - 6月：全ての工区が発注され、全線で工事着手[41]。
  - 10月：つくばエクスプレスのシンボルマーク・シンボルカラーの決定[66]。
  - 12月：総合基地において全線で初の軌道敷設工事に着手[66]。
- 2002年（平成14年）8月：つくばエクスプレスの車両デザイン決定[66]。
- 2003年（平成15年）
  - 1月：開業時期を2005年（平成17年）秋とする[66]。
  - 3月：最初に完成した車両（2編成12両）を総合基地に搬入[41][66]。
  - 4月1日：総合基地内で第1期車両走行試験を実施（同年7月31日まで）[41][86]。TX車両見学会を各地で開催[87]。
  - 7月：茨城県内の路盤がつながる。
  - 10月8日：駅名が発表される[88]。
  - 11月：茨城県内の土木工事が完了。
- 2004年（平成16年）
  - 1月：量産車の総合基地への搬入を開始。
  - 3月：全線で土木工事が完了。
  - 4月1日：守谷駅 - みどりの駅の本線（約12 km）において第2期車両走行試験を実施（同年7月31日まで）[86]。
  - 5月29日：北千住駅でレール締結式[41]。
  - 8月：架線接続式。
  - 11月1日：全線走行試験を開始（2005年6月30日まで）[41][89]。
- 2005年（平成17年）
  - 2月：TXキャラクター「スピーフィ」を発表。運賃認可申請。開業日発表。
  - 3月：運行計画発表。
  - 4月：運賃認可、運賃届出。
  - 7月22日：完成検査に合格。
  - 8月5日：地権者や一般公募者を対象に試乗会を実施（同月8日までの4日間）[90]。
  - 8月22日：開業に先立ち、国土交通大臣および1都3県の知事などを招待して開業記念式典が執り行われる[91][92]。

#### 開業後
- 2005年（平成17年）
  - 8月24日：秋葉原駅 - つくば駅間開業[41][93]。各駅で1番列車発車前に出発式を挙行[91]。秋葉原 - 北千住間で列車内無線LAN接続の実用実験開始[94]。
  - 9月1日：女性専用車両を導入[41][42]。
- 2006年（平成18年）
  - 3月14日：列車内無線LAN接続実用実験区間を秋葉原駅 - 南流山駅間に拡大。
  - 7月20日：列車内無線LAN接続実用実験区間を全線に拡大。
  - 8月24日：全線で列車内無線LAN接続商用サービス開始[41]。
- 2007年（平成19年）
  - 1月16日：早期地震警報システムを導入[41]。
  - 3月18日：PASMOを導入。
- 2008年（平成20年）11月12日 - 国賓として来日したスペイン国王フアン・カルロス1世夫妻と、天皇・皇后の移動のため団体臨時列車（お召し列車）運行[41]。
- 2009年（平成21年）
  - 5月25日：1日平均乗車人数が、2009年4月の段階で開業時の目標である27万人を突破[75]。
  - 6月5日：平成20年度の営業実績が開業以来初の黒字となったことを発表[76][95]。
- 2010年（平成22年）
  - 5月25日：2009年度（平成21年度）の1日平均乗客数が、翌2010年度（平成22年度）の目標であった27万人を上回ったことを発表。
  - 6月4日：2009年度（平成21年度）決算が3000万円の経常黒字となったことを発表。
  - 8月1日：天皇・皇后の移動のため団体臨時列車（お召し列車）運行。
- 2011年（平成23年）
  - 3月11日：東北地方太平洋沖地震（東日本大震災）発生直後より全線で終日運転見合わせ。
  - 3月12日：9時10分頃より秋葉原駅 - 八潮駅間で運転再開し、12時07分頃から流山おおたかの森駅の非常渡り線を使って、八潮駅 - 流山おおたかの森駅間の運転再開。運行は秋葉原駅 - 流山おおたかの森駅間で15分間隔、全て各駅停車で、最高速度は80 km/h程度での運転。
  - 3月13日：6時51分頃より全線での運転を再開（秋葉原駅 - 守谷駅間10分間隔、守谷駅 - つくば駅間20分間隔で、全て各駅停車での運転）したが、柏たなか駅 - 守谷駅間で軌道損傷個所があり、発車直後から流山おおたかの森駅 - 守谷駅間で35 km/hでの徐行運転を行い、その数本後の列車からは柏たなか駅 - 守谷駅間の軌道損傷個所のみで徐行運転実施。
  - 3月14日：東京電力による計画停電実施により14時50分 - 21時（午後の停電）に全線で運転を見合わせ実施（背景については「東日本大震災による電力危機」を参照）。
  - 3月15日 - 3月16日：首都圏の計画停電（変電所の分離が上手くなされていないため）により、計画停電の予定に併せて全線での一部運休を実施。
  - 3月17日 - 3月22日：運転本数をさらに約5割程度に間引いた上で、終日運行実施。特に電力状況が厳しくなる夕方は、本数をかなり減らして運行実施。
  - 3月23日 - 4月2日：通常の8割程度の本数で運行実施[96]。快速を運休する代わりにラッシュ時は区間快速を増発。
  - 4月3日 - 9月9日：平日に限り、日中を除いて通常ダイヤに戻し、平日の日中と休日は従来通り、快速を運休にした8割相当のダイヤで運転実施。女性専用車が復活。
  - 4月23日 - 6月14日：休日ダイヤの快速運用復活[97]。節電のため車内の蛍光灯の一部の消灯を実施[98]。
  - 6月15日 - 9月9日：柏たなか駅 - 守谷駅間での軌道損傷個所復旧工事終了により、徐行運転解除および、平日のみ節電対応ダイヤとなり、休日は震災前のダイヤに戻しての運行となる[99]。
  - 9月12日：平日ダイヤも震災前の通常ダイヤに戻しての運行となる。
- 2012年（平成24年）
  - 9月23日：南流山駅ホームの延伸（南流山駅ホーム混雑緩和対策）が完成し、それに伴い列車停止位置変更[100][101]。
  - 9月25日：秋葉原駅出入口混雑緩和を目的に、改札階から地上（交通広場方面）へのエレベーター設置および、改札階からA2出入口への新通路増設（エスカレーター、階段の設置）、改札外コンコースにトイレ新設[101]。
  - 10月15日：ダイヤ改正で通勤快速を新設[33]。
- 2013年（平成25年）8月9日：省エネ運転（惰行制御を取り入れた自動列車運転）の開始。
- 2017年（平成29年）3月19日：守谷駅と総合基地を結ぶ入出庫線が複線化[102]。
- 2018年（平成30年）3月17日：守谷駅で待避設備の使用を開始[36]。
- 2019年（平成31年）2月28日：総合基地構内で電車脱線事故[103]。
- 2020年（令和2年）
  - 3月14日：TX-3000系の運行を開始[34]。

## 今後の計画

### 8両編成化
2010年度（平成22年度）に160%に達した混雑率は列車の増発でいったん146%まで下がったものの、2018年度（平成30年度）には過去最高の169%まで上昇していた。ラッシュ時の上り列車は南流山駅を過ぎると身動きが取りづらく、八潮駅からの利用者はドア付近の手すりや壁をつかんでなんとか乗り込める状態であった。
運行本数は次第に増加し、1時間当たり16本だった朝ラッシュ時の本数は2007年（平成19年）に17本、2008年（平成20年）には20本、さらに2012年（平成24年）10月には22本に増発し対応していたが混雑率は下がらず、沿線自治体から対策を求める声が上がっていた。
2019年（令和元年）5月31日には、混雑率が今後も継続し本数増加だけでは対応できないことから、8両編成化事業の実施を正式に決定したことが発表された。事業効果としては1編成当たりの輸送力が6両編成時に比べ30%程度増加し、朝ラッシュ時間帯に適切な8両編成車両数を投入することにより、今後の旅客需要動向を考慮しても同時間帯の混雑率は150%を下回る程度まで低減することが可能になるとしている。2030年代前半の供用開始を予定している。8両化の完了までには10年を超す工事期間がかかり、会社側は「できるだけ早く8両化したいと思っているが、いろいろな制約条件があるためこの程度の期間かかってしまう」と説明している。
8両編成化の計画自体は2008年（平成20年）からあり、8両編成化のために全駅でホーム延伸工事を行うことが策定されている。2012年9月には南流山駅のホームが10両分に延長された。この南流山駅の延長を皮切りに、地下駅を中心にホーム延伸工事が行われている。
2023年度（令和5年度）までに秋葉原駅、新御徒町駅、浅草駅、南千住駅、青井駅、六町駅でホーム延伸工事が完了している。2024年度（令和6年度）は、北千住駅のホーム延伸工事を進めるとしている。

### 延伸計画
開業時からの始発・終着駅である秋葉原駅、つくば駅からの延伸計画がともに存在する。

#### 東京側の延伸計画
始発・終着駅である秋葉原駅から東京駅まで延伸させ、そこから更に東京都などが構想中の臨海地下鉄への接続を求める「つくばエクスプレスと都心部・臨海地域地下鉄の接続事業化促進期成同盟会」（沿線11区市が参加）の設立総会が2024年（令和6年）12月23日、守谷市役所で開かれた。ここに至るまでには、以下のような経緯がある。
1985年（昭和60年）7月の運輸政策審議会答申第7号では常磐新線の起点を東京駅としており、東京 - 守谷町南部間が「目標年次（2000年）までに新設することが適当である区間」として位置づけられていたが、2000年（平成12年）1月の運輸政策審議会答申第18号においては東京 - 秋葉原間については位置付けが「今後整備について検討すべき路線」へと変更されている（ § 開業に向けてを参照）。
国土交通省も東京駅の場所や費用の検討をしており、丸の内仲通りが有力との新聞報道もあった。
2016年（平成28年）4月に出された交通政策審議会答申第198号では、つくばエクスプレスの東京駅延伸に加え、中央区などが提唱している都心部・臨海地域地下鉄構想（東京駅 - 銀座駅 - 臨海部）との一体整備および相互直通運転が「国際競争力の強化に資する鉄道ネットワークのプロジェクト」として答申に盛り込まれた。
しかしながら、延伸区間の具体的なルート策定などは行われておらず、TX側からもこの構想に関して具体的な意見・見解も出ていない。
社長の柚木浩一は、2019年（令和元年）夏の日本経済新聞による取材に対して、「（東京駅への延伸は）もう少し様子を見ないといけない」と発言している。理由として、建設費返済や8両編成化に資金が必要なほか、競合しかねない都心直結線などの動向が不明で「検討しても無駄足を踏む」ことを挙げている。
2022年（令和4年）6月の東京新聞の取材によれば、国土交通省の担当者は（東京駅への延伸は）事業主体が決まっておらず、構想はあるが現時点では具体的には進んでいないとしている。
2022年（令和4年）11月に東京都が都心部・臨海地域地下鉄構想の事業計画案を公表。この中で「まずは都心部・臨海地域地下鉄の単独整備について検討を行う」「常磐新線（TX）延伸との接続を今後検討」とし、つくばエクスプレス（TX）との一体整備を行わない方針を明らかにした。

#### 茨城県側の延伸計画
茨城県は2023年（令和5年）6月23日、つくば駅からほぼ東へ延伸して、JR常磐線土浦駅（土浦市）に接続させ、その後は茨城空港（航空自衛隊百里基地との共用）に向かわせることも検討するとの計画を公表した。ここに至るまでには、以下のような経緯があった。
つくば駅からの延伸は土浦市や茨城空港、さらには県庁所在地の水戸市を目指す要望や構想があった。茨城県はかつては消極的な態度をとっていたが、2017年の茨城県知事選挙で、つくばエクスプレスの県内区間の延伸検討などを主張した大井川和彦が当選した。
茨城県の総合計画（2018年 - 2021年）では、つくばエクスプレスの県内延伸の整備が挙げられた。つくばエクスプレスについては、「2050年ごろの茨城の姿」の中で、つくばから4方面への延伸案が点線で示されており、土浦、茨城空港、水戸、または筑波山と直線的に結ぶ交通ネットワークの構想が描かれていた。
2022年（令和4年）3月、茨城県は2022年度（令和4年度）当初予算案に県内延伸の調査検討事業費用として1800万円を初めて計上し、国の研究機関「運輸総合研究所」と協力して延伸方面案の調査を5月から始めた。調査検討事業では、有識者などを含めた第三者委員会を設立し、延伸する事業費、延伸後の事業予測、路線需要予測、費用対効果などの調査に加え、災害時のJR常磐線の代替輸送機能も比較検討の対象としている。県の総合計画の中で示してきた四つの延伸ルート「（1）筑波山方面」「（2）水戸方面」「（3）茨城空港方面」「（4）土浦駅方面」から1つに絞り込み、国に提示していく。各方面の延伸のメリットとして、「（1）筑波山方面」は観光振興、「（2）水戸方面」は県央・県北の地域振興、「（3）茨城空港方面」は観光やビジネス目的の移動手段の提供、「（4）土浦駅方面」は常磐線との直結による利便性の向上が挙げられている。
県は、調査結果をもとに2022年（令和4年）12月から第三者委員会で議論し、2023年（令和5年）2月に県民からも意見を募るパブリックコメントを行った上で、3月31日に延伸ルートを「土浦駅方面」とする提言書を大井川知事に提出した。しかし、もっとも費用益比(B/C)の高い「土浦駅方面」ですら、これが0.6と1.0以下となった。
大井川知事はこれを受け、6月23日の定例記者会見で、延伸先を土浦方面とする最終決定を表明した。2050年頃の完成を目指し、常磐線との接続を図り、長期的には土浦延伸の実現後茨城空港方面への延伸も視野に入れるとしている。
茨城県が1方面案に絞り込んだ後は、県外のTX出資団体である千葉・埼玉・東京の3都県や鉄道事業者との調整を進めていく方針としているが、その実現には莫大な事業費や県内関係地域との合意形成を必要とすることから、大井川知事は定例記者会見で「そこから先、さまざまな越えなければいけない壁が非常に高い」と述べており、また県議会担当者は「国の交通政策審議会の答申に位置付けられなければ実現はない」と答弁し、1案絞り込みは将来に向けたスタートラインとの考えを強調している。
このように茨城県内では延伸の機運が盛り上がっているものの、TX側としてはあくまで創業時の「91年合意」（秋葉原から東京への延伸を除く路線の延長の場合は、請願者がその建設に係る費用の全額を負担するという1991年（平成3年）当時の関係都県間での合意がある）に従い、「県の議論であり、当社は関与していないため、コメントは差し控えさせていただく」として静観を決め込んでいる。また茨城県以外の他都県も静観の構えを崩しておらず、各担当者は「まだ調査段階。運行会社がどう判断するか注視している」（東京都）。「具体的な話が出てくれば関係都県と意見交換していく」（埼玉県）。「今後の状況を注視している」（千葉県）と述べるにとどまっている。

### 磁気乗車券の廃止
2025年春から、一部の駅でクレジットカードなどのタッチ決済の実証実験を開始し、2026年秋にはQR乗車券を導入し磁気乗車券の廃止を計画している。

## 利用状況
2024年度（令和6年度）の一日平均輸送人員は403,000人である。2020年度に新型コロナウイルス感染症流行の影響で一度減少するまでは、開業以降一貫して増加傾向が続いており、2012年度（平成24年度）に一日平均輸送人員が30万人を上回り、2024年度（令和6年度）には40万人を上回った。この数値は、大手私鉄である西日本鉄道（2017年度の一日平均輸送人員が28万人）よりも多い。
2023年度（令和5年度）の朝ラッシュ時の最混雑区間は青井駅 → 北千住駅間であり、ピーク時 (7:29 - 8:29) の混雑率は154%である。2017年より首都圏新都市鉄道公式サイトで公開されている「朝ラッシュ時間帯の混雑状況について」では、北千住駅を8:00 - 8:30頃に到着する列車が最も混雑する。沿線開発の進行による人口の増加と並行する常磐線から乗客の転移が進行した。
2012年度のダイヤ改正では、朝ラッシュ時の運転本数を1時間あたり20本から22本に増発した。ラッシュ時に設定されていた快速を通勤快速に変更して千鳥停車を採用した反面、秋葉原駅 - つくば駅の所要時間は50分程度になった。2015年度のダイヤ改正では、それまで朝ラッシュ時の上り線で実施されていた八潮駅の列車待避を解消し、秋葉原駅 - 流山おおたかの森駅間で平行ダイヤとなった。2019年度のダイヤ改正で朝ラッシュ時の運転本数を1時間あたり25本、2024年度のダイヤ改正で26本と増発した。2019年度のダイヤ改正で朝ラッシュ時に設定されていた上り列車の通勤快速を区間快速に変更し、六町駅に停車することで混雑の平準化を図った反面、朝ラッシュ時の上り区間快速は通過駅が3駅となり、秋葉原駅 - つくば駅の所要時間は1時間程度になった。
設備面においても、2012年度に南流山駅でホームを延伸して上下線の列車停止位置を変更し、混雑緩和を図った。2017年度より一部のTX-2000型に設けられているセミクロスシートをロングシートに改造し、混雑時の詰め込みが効くようになった。
近年の輸送実績を下表に記す。表中、最高値を赤色で、最高値を記録した年度以降の最低値を青色で、最高値を記録した年度以前の最低値を緑色で表記している。
| 年度               | 輸送実績（乗車人員）：人/日 | 輸送実績（乗車人員）：人/日 | 輸送実績（乗車人員）：人/日 | 最混雑区間（青井 → 北千住間）輸送実績 | 最混雑区間（青井 → 北千住間）輸送実績 | 最混雑区間（青井 → 北千住間）輸送実績 | 最混雑区間（青井 → 北千住間）輸送実績 | 特記事項                                                               |
| 年度               | 定期                        | 定期外                      | 合計                        | 運転本数：本                          | 輸送力：人                            | 輸送量：人                            | 混雑率：%                             | 特記事項                                                               |
| ------------------ | --------------------------- | --------------------------- | --------------------------- | ------------------------------------- | ------------------------------------- | ------------------------------------- | ------------------------------------- | ---------------------------------------------------------------------- |
| 2005年（平成17年） |                             |                             | 150,700                     | 16                                    | 13,152                                | 14,380                                | 107                                   | 8月24日、開業                                                          |
| 2006年（平成18年） | 118,000                     | 77,000                      | 195,300                     | 16                                    | 13,152                                | 18,329                                | 139                                   |                                                                        |
| 2007年（平成19年） | 146,000                     | 89,000                      | 234,200                     | 17                                    | 13,974                                | 20,779                                | 149                                   |                                                                        |
| 2008年（平成20年） | 164,000                     | 94,000                      | 257,600                     | 20                                    | 16,440                                | 25,896                                | 158                                   |                                                                        |
| 2009年（平成21年） | 176,000                     | 94,000                      | 270,300                     | 20                                    | 16,440                                | 25,007                                | 152                                   |                                                                        |
| 2010年（平成22年） | 187,000                     | 96,000                      | 282,600                     | 20                                    | 16,440                                | 26,232                                | 160                                   | 東日本大震災発生年度                                                   |
| 2011年（平成23年） | 192,000                     | 98,000                      | 289,700                     | 20                                    | 16,440                                | 25,811                                | 157                                   |                                                                        |
| 2012年（平成24年） | 201,000                     | 105,000                     | 305,900                     | 22                                    | 18,084                                | 26,339                                | 146                                   | 10月15日、通勤快速運転開始                                             |
| 2013年（平成25年） | 214,000                     | 110,000                     | 323,900                     | 22                                    | 18,084                                | 26,597                                | 148                                   |                                                                        |
| 2014年（平成26年） | 214,000                     | 112,000                     | 325,600                     | 22                                    | 18,084                                | 27,918                                | 154                                   |                                                                        |
| 2015年（平成27年） | 222,000                     | 116,000                     | 340,100                     | 22                                    | 18,084                                | 28,280                                | 156                                   |                                                                        |
| 2016年（平成28年） | 230,000                     | 121,000                     | 354,200                     | 22                                    | 18,084                                | 29,218                                | 162                                   |                                                                        |
| 2017年（平成29年） | 242,000                     | 124,000                     | 370,200                     | 22                                    | 18,084                                | 30,140                                | 165                                   |                                                                        |
| 2018年（平成30年） | 254,000                     | 128,000                     | 386,300                     | 22                                    | 18,084                                | 31,022                                | 169                                   |                                                                        |
| 2019年（令和元年） | 264,000                     | 127,000                     | 395,400                     | 22                                    | 18,304                                | 31,324                                | 171                                   |                                                                        |
| 2020年（令和02年） | 194,000                     | 81,000                      | 277,900                     | 25                                    | 20,775                                | 24,021                                | 116                                   | 新型コロナウイルス感染症の大都市圏流行と緊急事態宣言発令               |
| 2021年（令和03年） | 203,400                     | 102,600                     | 305,800                     | 25                                    | 20,775                                | 25,590                                | 123                                   | 新型コロナウイルス感染症の流行と緊急事態宣言発令・まん延防止等重点措置 |
| 2022年（令和04年） | 219,000                     | 127,500                     | 349,000                     | 24                                    | 19,944                                | 27,480                                | 138                                   |                                                                        |
| 2023年（令和05年） | 236,000                     | 143,900                     | 383,000                     | 24                                    | 19,944                                | 30,712                                | 154                                   | 新型コロナウイルス感染症が5類に分類変更                                |
| 2024年（令和06年） | 247,900                     | 152,100                     | 403,000                     | 25                                    | 20,775                                | 30,353                                | 146                                   |                                                                        |

## 駅一覧
- 停車駅 … ●：停車、▲：平日朝ラッシュ時間帯の上り列車のみ停車、｜・↓：通過（↓は矢印の方向のみ運行）
- 通勤快速は平日下りのみ運行。
- 普通列車は全ての駅に停車するため省略。
- #印のある駅は列車待避可能駅
- ※：定期券の連絡運輸なし

| 電化方式 | 駅番号 | 駅名                   | 駅間キロ | 累計キロ | 区間快速 | 通勤快速 | 快速 | 接続路線・備考 | 地上／地下 | 所在地 | 所在地         |
| -------- | ------ | ---------------------- | -------- | -------- | -------- | -------- | ---- | --- | ---------- | ------ | -------------- |
| 直流     | TX01   | 秋葉原駅               | -        | 0.0      | ●        | ●        | ●    | 東日本旅客鉄道： 山手線 (JY 03)・ 京浜東北線 (JK 28)・ 総武線（各駅停車）(JB 19) 東京地下鉄： 日比谷線 (H-16)※ 都営地下鉄： 新宿線（岩本町駅：S-08）         | 地下区間   | 東京都 | 千代田区       |
| 直流     | TX02   | 新御徒町駅             | 1.6      | 1.6      | ●        | ●        | ●    | 都営地下鉄： 大江戸線 (E-10) | 地下区間   | 東京都 | 台東区         |
| 直流     | TX03   | 浅草駅                 | 1.5      | 3.1      | ●        | ●        | ●    | | 地下区間   | 東京都 | 台東区         |
| 直流     | TX04   | 南千住駅               | 2.5      | 5.6      | ●        | ●        | ●    | 東日本旅客鉄道： 常磐線（快速）（上野東京ライン）(JJ 04) 東京地下鉄： 日比谷線 (H-21)※                                                                       | 地下区間   | 東京都 | 荒川区         |
| 直流     | TX05   | 北千住駅               | 1.9      | 7.5      | ●        | ●        | ●    | 東日本旅客鉄道： 常磐線（快速）（上野東京ライン）(JJ 05) 東武鉄道： 伊勢崎線（東武スカイツリーライン）(TS-09) 東京地下鉄： 日比谷線 (H-22)・ 千代田線 (C-18) | 地上区間   | 東京都 | 足立区         |
| 直流     | TX06   | 青井駅                 | 3.1      | 10.6     | ｜       | ↓        | ｜   | | 地下区間   | 東京都 | 足立区         |
| 直流     | TX07   | 六町駅                 | 1.4      | 12.0     | ▲        | ●        | ｜   | | 地下区間   | 東京都 | 足立区         |
| 直流     | TX08   | 八潮駅#                | 3.6      | 15.6     | ●        | ●        | ●    | | 地上区間   | 埼玉県 | 八潮市         |
| 直流     | TX09   | 三郷中央駅             | 3.7      | 19.3     | ●        | ↓        | ｜   | | 地上区間   | 埼玉県 | 三郷市         |
| 直流     | TX10   | 南流山駅               | 2.8      | 22.1     | ●        | ●        | ●    | 東日本旅客鉄道： 武蔵野線 (JM 16) | 地下       | 千葉県 | 流山市         |
| 直流     | TX11   | 流山セントラルパーク駅 | 2.2      | 24.3     | ｜       | ↓        | ｜   | | 地上区間   | 千葉県 | 流山市         |
| 直流     | TX12   | 流山おおたかの森駅#    | 2.2      | 26.5     | ●        | ●        | ●    | 東武鉄道： 野田線（東武アーバンパークライン）(TD-22) | 地上区間   | 千葉県 | 流山市         |
| 直流     | TX13   | 柏の葉キャンパス駅     | 3.5      | 30.0     | ●        | ●        | ｜   | | 地上区間   | 千葉県 | 柏市           |
| 直流     | TX14   | 柏たなか駅             | 2.0      | 32.0     | ｜       | ↓        | ｜   | | 地上区間   | 千葉県 | 柏市           |
| 直流     | TX15   | 守谷駅#                | 5.7      | 37.7     | ●        | ●        | ●    | 関東鉄道：常総線 | 地上区間   | 茨城県 | 守谷市         |
| 交流     | TX16   | みらい平駅             | 6.6      | 44.3     | ●        | ↓        | ｜   | | 地下       | 茨城県 | つくばみらい市 |
| 交流     | TX17   | みどりの駅             | 4.3      | 48.6     | ●        | ↓        | ｜   | | 地上区間   | 茨城県 | つくば市       |
| 交流     | TX18   | 万博記念公園駅         | 3.2      | 51.8     | ●        | ↓        | ｜   | | 地上区間   | 茨城県 | つくば市       |
| 交流     | TX19   | 研究学園駅             | 3.8      | 55.6     | ●        | ●        | ｜   | | 地上区間   | 茨城県 | つくば市       |
| 交流     | TX20   | つくば駅               | 2.7      | 58.3     | ●        | ●        | ●    | | 地下       | 茨城県 | つくば市       |

- 駅番号は2020年頃までは数字部分のみが使用されていた。現在も数字のみの駅番号が併用されている。
- 八潮駅は2024年3月16日のダイヤ改正により、快速が停車するようになった[32]（「列車種別」「ダイヤの変遷」の各節も参照）。

### 駅の装飾・設備
- いくつかの駅構内に、ガラスアートやステンドグラスなどのパブリックアートが装飾されている。
  - 秋葉原駅：陶板レリーフ（改札外、A1出口方面）
  - 八潮駅：ガラスアート（コンコース）
  - 流山おおたかの森駅：ステンドグラス（同上）
  - 守谷駅：ステンドグラス（同上）
- 全駅にAEDが設置されている。
- 秋葉原とつくばの両駅に「TXルーム」が設置され、要人の休憩場所や視察者への説明会場として利用されている。2008年と2010年の行幸啓では天皇・皇后の休憩場所として使用された。

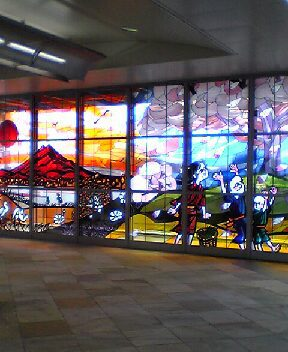
守谷駅のステンドグラス（2005年10月6日撮影）

## 沿線開発
埼玉・千葉両県内の区間や茨城県守谷・つくば両市内はもちろん、開業前には開発の進展が危ぶまれていた守谷駅以北の快速通過駅でも、みらい平駅前には飯田産業、つくば市役所の新庁舎が完成した研究学園駅前には穴吹工務店や三菱地所による大規模マンションがそれぞれ着工されている。流山おおたかの森駅前に既に髙島屋系の東神開発による「流山おおたかの森 S・C」、柏の葉キャンパス駅前に三井不動産による「ららぽーと柏の葉」、研究学園駅近くにダイワハウスによる「iiasつくば」が、八潮・みらい平両駅前にはカスミをキーテナントとするショッピングセンター「フレスポ八潮」「ピアシティみらい平」がオープンするなど、新規開発が行われている。年々、その沿線における不動産価格の増加、高騰が続いており、流山市や守谷市域においては特に顕著である。

### 開発計画
茨城県が整備
- みらい平（みらい平駅）
- 田園都市島名（万博記念公園駅）

UR都市機構が整備
- つくばみどりの里（みどりの駅）
- 研究学園葛城（研究学園駅）
- 中根・金田台（つくば駅近郊）

#### 施設・住宅団地など
研究学園葛城（研究学園駅）
企業のショールームが複数立地している。
- つくば市役所
- つくば市パーク&ライド駐車場 - 550台
- iiasつくば
- ベストランド（ビジネスホテル）
- サーパスつくば研究学園：206戸（穴吹工務店）
- パークハウスつくば研究学園：550戸（三菱地所・NTT都市開発）
- つくば葛城パセオコモンズ：124戸、クルドサック型住宅地
- つくば研究学園ネオシスタウン：戸建住宅街

つくばみどりの里（みどりの駅）
- つくば市パーク&ライド駐車場
- カスミ みどりの駅前店
- ジェントルヒルみどりの - 高級戸建住宅街
- エクセレントシティつくばみどりの - 64戸

田園都市島名（万博記念公園駅）
- 茨城県まちづくりセンター
- 茨城県まちづくり情報ステーション
- 茨城放送サテライトスタジオ
- 茨城県営住宅 - 借上型

みらい平（みらい平駅）
- カスミ みらい平駅前店
- とりせん みらい平店（スーパーマーケット）
- センチュリーつくばみらい平 - 660戸（飯田産業）
  - みらい平陽光台 - 89戸（積水ハウス・大和ハウス工業）

- エコライフガーデン光が丘 - 57戸（パナホーム）

## 表彰・受賞歴
つくばエクスプレスが受賞した表彰など。
- 2005年（平成17年）
  - 10月14日：日本鉄道賞表彰選考委員会プロジェクト賞（国土交通省鉄道の日実行委員会）
  - 11月14日：バリアフリー優秀賞（バリアフリー推進ネットワーク）
  - 11月28日：2005小学館DIMEトレンドトレンド大賞 生活健康部門（小学館DIME）
- 2006年（平成18年）
  - 1月27日：東記念賞（社団法人日本鉄道運転協会）
  - 3月6日：第16回読者が選ぶネーミング大賞 生活部門2位（日刊工業新聞社）
  - 5月26日：平成17年度土木学会賞技術賞 21世紀にふさわしいまちづくりと一体的に整備した鉄道新線（社団法人土木学会）
  - 10月2日：つくばエクスプレス列車内無線LAN 平成18年度情報化月間情報処理システム表彰（情報化月間推進会議）
  - 10月19日：いばらきイメージアップ大賞（茨城県）
  - 10月24日：守谷駅 第51回鉄道建築協会作品部門 国土交通省局長賞（社団法人鉄道建築協会〈国土交通省鉄道局局長〉）
  - 10月24日：研究学園駅 第51回鉄道建築協会作品賞（社団法人鉄道建築協会）
  - 10月24日：みらい平駅 第51回鉄道建築協会作品賞（社団法人鉄道建築協会）
- 2007年（平成19年）
  - 10月12日：運転無事故表彰（2005年10月1日から2007年9月30日までの2年間）（国土交通省関東運輸局長）

## 登場作品

### テレビドラマ
- 『ペンディングトレイン-8時23分、明日 君と』（2023年放送）[165]。つくばエクスプレスが実名のまま登場するほか、実際の車両（TX-2000系）の内装部品をドラマの車両セットで使用している。